# Кам'яна доба

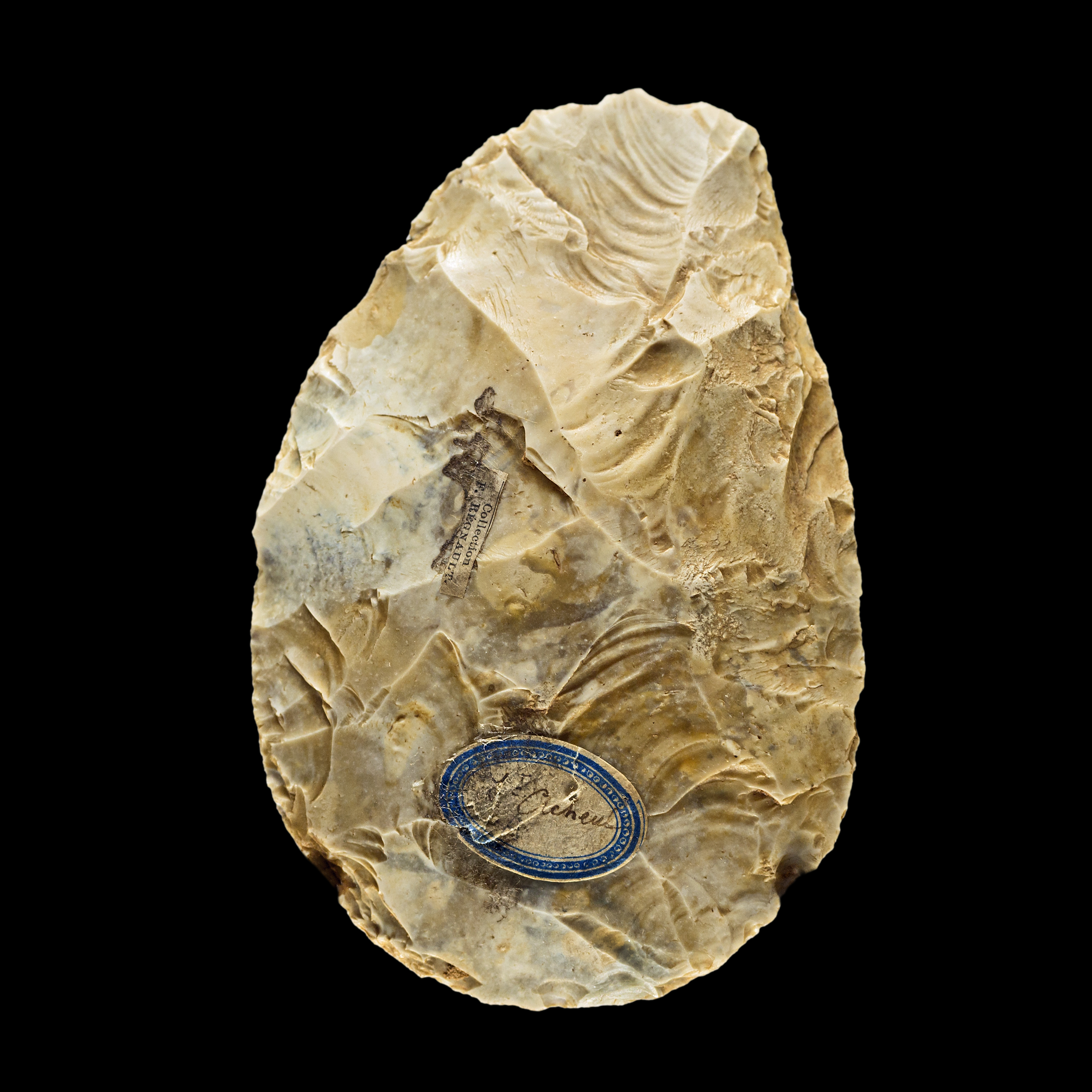
Кам'яні знаряддя

Кам'яна́ доба —великий (найдовший період в історії людства) доісторичний період часу, впродовж якого люди широко використовували камінь для виготовлення знарядь праці, була відсутня технологія обробки металу. У цей час також використовували деревину, кістку, дещо пізніше з'явилася технологія обробки глини, з якої робили посуд.
Схему тріади діб (камінь, мідь, залізо) запропонував і теоретично обґрунтував 1836 року данський археолог, хранитель колекцій Копенгагенського археологічного музею Х. Томсен

## Загальний опис
Кам'яні знаряддя виготовляли з різних видів каменю. Так, кремінь і вапнякові сланці використовували для ріжучих інструментів і зброї, а з базальту і пісковику виготовлялися робочі інструменти, наприклад, камені для ручних млинів. Також отримали широке використання деревина, кістки, шкаралупа, оленячий ріг, мамонтові бивні.
У цьому періоді широке використання технологій вперше значно вплинуло на людську еволюцію. Ареал проживання людини розширився від саван Східної Африки до всіх куточків решти світу. В кінці кам'яної доби відбулося одомашнення деяких диких тварин і почалася виплавка мідної руди для виробництва металу. Кам'яна доба належить до доісторичного періоду людського розвитку, тому що в цей час людство ще не навчилося писати (що характеризує традиційний початок історичного літочислення).
Розрізнення ранньої історії людства на три періоди археологічних культур: кам'яну добу, бронзову добу й залізну добу запропонував данський археолог Християн Юргенсен Томсен для полегшення класифікації археологічних знахідок. Найкраще запропонована Томсеном класифікація артефактів працює для археологічних знахідок Середземномор'я та Близького Сходу. В інших районах Землі, такий поділ може бути несправедливим, наприклад, у Африці на південь від Сахари бронзової доби не було, а залізна доба почалася одразу ж після кам'яної.
У Середземномор'ї та на Близькому Сході кам'яна доба змінюється бронзовою добою через перехідну епоху — енеоліт. Кам'яна доба переважно збігається з епохою первіснообщинного ладу і охоплює період, починаючи з виокремлення людини з тваринного стану (близько 1 млн 800 тис. років тому) і завершуючи епохою поширення перших металів (приблизно 8 тис. років тому на Стародавньому Сході та біля 6—11 тис. років тому в Європі).
Кам'яна доба поділяється на:
- давня кам'яна доба або палеоліт;
- перехідну епоху — мезоліт;
- нова кам'яна доба або неоліт.

## Кам'яна доба в археології

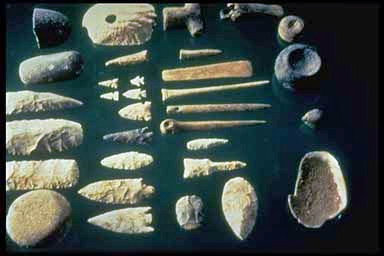
Різні кам'яні знаряддя

Точні дати цього періоду є невизначеними, спірними та залежать від конкретного регіону. Однак, можна говорити про кам'яну добу загалом, як про період для всього людства, хоча в деяких культурах доти не з'явилася металургія, поки вони не зіткнулися з впливом технологічно розвиненіших цивілізацій. Однак, у цілому цей період почався близько 3 млн років тому, починаючи з перших гомінідів, що жили в Африці, які здогадалися використовувати кам'яний інструмент для вирішення побутових завдань. Більшість австралопітеків, ймовірно, не використовували кам'яні знаряддя, хоча їхня культура також вивчається в рамках цього періоду.
Оскільки до нашого часу переважно дійшли тільки кам'яні знахідки, то на їх основі ведуться археологічні дослідження всього періоду. Археологи проводять різні вимірювання кам'яних знарядь, щоб визначити їх типологію, призначення і технологічне використання. Нерідко інструменти кам'яної доби доходять до нас у напівзруйнованому стані, розділ експериментальної археології займається їх відновленням або створенням копій.

### Палеоліт
Період найдавнішої історії людства, що охоплює епоху з моменту виділення людей з тваринного стану і появи первіснообщинного ладу до остаточного відступу льодовиків. Термін був придуманий археологом Джоном Ліббоком у 1865-у. У палеоліті людина почала використовувати кам'яні знаряддя у своєму повсякденному житті. Кам'яна доба охоплює більшу частину історії людства (близько 99 % часу) на Землі та починається 2,5, або 2,6 млн років тому. Кам'яна доба характеризується появою кам'яних інструментів, сільського господарства і завершенням плейстоцену близько 10 тис. років до н. е. Епоха палеоліту закінчується з настанням мезоліту, який, своєю чергою, завершився неолітичною революцією.
За часів палеоліту люди жили разом у невеликих громадах, таких як племена і займалися збиранням рослин і полюванням на диких тварин. Палеоліт характеризується використанням переважно кам'яних знарядь, хоча також застосовувалася деревина і кістяні інструменти. Природні матеріали адаптувалися людиною для використання їх як інструментів, так були в ходу шкіра і рослинні волокна, але, враховуючи їх недовговічність, вони не змогли зберегтися до наших днів. Людство протягом палеоліту поступово еволюціонувало від ранніх представників роду Homo, таких, як Homo habilis, які використовували прості кам'яні знаряддя до анатомічно сучасної людини (Homo sapiens). У кінці Палеоліту, під час так званого середнього і пізнього палеоліту люди почали створювати перші твори мистецтва та стали займатися релігійними і духовними обрядами, такими як поховання мертвих і релігійні ритуали. Клімат за часів палеоліту включав льодовикові і міжльодовикові періоди, в яких клімат періодично змінювався від теплих до холодних температур.
Див також: Антропогенез

### Ранній палеоліт
Період, що почався з кінця епохи пліоцену, в якому почалося перше використання кам'яних знарядь предками сучасної людини Homo habilis. Це були порівняно прості інструменти, знані як колуни. Homo habilis освоїли кам'яні знаряддя в епоху олдувайської культури, які використовували як рубила і кам'яні сердечники. Ця культура отримала свою назву на честь місця, де були знайдені перші кам'яні інструменти — ущелини Олдувай в Танзанії. Живучи в цю епоху, люди існували переважно за рахунок м'яса померлих тварин і збирання дикорослих рослин, оскільки полювання в цей час не було ще поширене. Близько 1,5 млн років тому з'явився розвиненіший людський вид — Homo erectus. Представники цього виду навчилися використовувати вогонь і створювали складніші рубаючі інструменти з каменю, а також розширили ареал свого проживання за рахунок освоєння Азії, що підтверджується знахідками на плато Жойкудан в Китаї. Близько 1 млн років тому людина освоїла Європу і почала використовувати кам'яні сокири.

#### Культурираннього палеоліту
Африка: 2,5-1 млн років тому
- Олдувайська культура 2,5—1 млн років тому
- Ашельська культура 2,5 млн — 200 тис. років тому

Європа: 1,2 млн — 600 тис. років тому
- Ашельська культура 2,5 млн — 200 тис. років тому
- В межах України пам'ятки ашельської епохи відкриті поблизу сіл Лука-Врублівецька й Бабин на Дністрі, під Житомиром та в Закарпатті — біля сіл Королеве (Королевська стоянка), Рокосове та ін. Окремі ашельські кремінні знаряддя виявлені на Донбасі неподалік м. Амвросіївка на р. Кринка та м. Ізюм на Сіверському Дінці.
- Аббевільська культура 1,5 млн — 600 тис. років тому
- Альташейленська культура 600—350 тис. років тому
- Жунгашейленська культура 350—150 тис. років тому
- Спаташейленська культура 150—100 тис. років тому

### Середній палеоліт
Період почався близько 200 тис. років тому і є найбільш вивченою епохою, протягом якої жили неандертальці (120-35 тис. років тому). Найвідоміші знахідки неандертальців відносяться до Мостеріанської культури. Зрештою, неандертальці вимерли та були замінені сучасними людьми, які вперше з'явилися в Ефіопії близько 100 тис. років тому. Попри те, що культура неандертальців вважається примітивною, є дані, що вони шанували своїх людей похилого віку і практикували ритуали поховання, які організовувалися всім плем'ям. У цей час відбулося розширення ареалу проживання людей і заселення ними неосвоєних територій, таких як Австралія і Океанія. Народи Середнього палеоліту демонструють неспростовні докази, що у них почало переважати абстрактне мислення, виражене, наприклад в організованому похованні померлих.
В 1997 році на підставі аналізу ДНК першого неандертальця вчені Мюнхенського університету зробили висновок — відмінності в генах занадто великі, щоб вважати неандертальців предками кроманьйонців (тобто сучасних людей). Ці висновки були підтверджені провідними фахівцями з Цюриху, а пізніше і всієї Європи та Америки.
Протягом тривалого часу (15-35 тисяч років) неандертальці та кроманьйонці співіснували і ворогували. Зокрема, на стоянках і неандертальців і кроманьйонців були виявлені обгризені кістки іншого виду. Зокрема цієї думки дотримується професор Бордосського Університету Жан-Жак Юблен.

#### Культурисереднього палеоліту
Європа
- Мікокуенська культура 125-38 тис. років до н. е.
- Мустьєрська культура 125-38 тис. років до н. е.
- Блатспіцценська група культур 50-35 тис. років до н. е.
- Селетська культура 50-35 тис. років до н. е.

Північна Африка
- Атерійська культура 40-18 тис. років до н. е.
- Іберомаурусінська культура 17-8 тис. років до н. е.
- Капсійська культура 9-3 тис. років до н. е.

### Найбільші стоянки періоду середнього палеоліту в Україні
- Ак-Кая (Заскельне Гора Ак-Кая)
- Панівці́ (село Борщівського району Тернопільської області. Розташоване на річці Збруч)
- Антонівка
- Араповичі
- Бабине
- Балка
- Буківна
- Білгород-Дністровський
- Василівка
- Вовчий Грот
- Горяни
- Деркул
- Качинський навіз
- Киїк-Коба
- Кодак
- Молодове
- Новоклинівка
- Олександрівка
- Орел
- Оселівка
- Радванська Гора
- Рихта (археологічна пам'ятка)
- Старосілля
- Холодна балка
- Червоний Яр
- Чокурча
- Шайтан-Коба

### Пізній палеоліт
Близько 35-10 тис. років тому завершився останній льодовиковий період і сучасні люди протягом цього періоду розселилися по всій Землі. Після появи перших сучасних людей в Європі (кроманьйонців) відбувся відносно швидкий розвиток їхніх культур, найвідоміші з яких: Шательперонська, Оріньякська, Солютрейська, Граветтська і Мадленська археологічні культури.
Середній палеоліт в Україні закінчився приблизно 35 тис. років тому з приходом у Європу з Близького Сходу ранніх Homo sapiens, або кроманьйонців, котрі володіли характерною для верхнього палеоліту пластинчастою технікою обробки кременю. Однак неандертальці продовжували мешкати в печерах Криму і на початку наступної, пізньопалеолітичної, епохи. Співіснування кроманьйонців, з властивою їм оріньяцькою технікою обробки кременю, з носіями класичного одно- і двобічного Мустьє та інших неандертальських технологій, простежується в горах Криму аж до 28 тис. років тому, а на думку деяких українських дослідників, навіть пізніше — 20 тис. років тому.
Північна і Південна Америка були колонізовані людьми через Беринговий перешийок, що існував у давнину і який був пізніше затоплений підвищенням рівня світового океану і перетворився на Берингову протоку. Стародавні люди Америки, палеоіндіанці найімовірніше сформувалися в самостійну культуру близько 13,5 тис. років тому. У цілому, на планеті стали переважати спільноти мисливців-збирачів, які використовували різні типи кам'яних інструментів в залежності від регіону.
Верхній або пізній палеоліт — доба людини розумної (Homo sapiens) у прильодовиковій Європі. Почалася 35 тис. років тому з появою на Європейському континенті людей сучасного типу і закінчилася 10 тис. років тому з кінцем зледеніння. Основними соціально-економічними ознаками верхнього палеоліту були ранньородова екзогамна община, поява етнічного поділу, ранні форми мистецтва, зародження релігійних уявлень.
Для пізньопалеолітичної техніки обробки кременю властиві призматичні нуклеуси для пластин, що стають основним типом заготовок різноманітних знарядь. Тому скребачки, різці, ножі, наконечники та інші знаряддя пізнього палеоліту набувають характерних видовжених пропорцій.
Розрізняють чотири фази верхнього палеоліту: ранню (35—23 тис. років тому), середню (23—17 тис. років тому), пізню (17—13,5 тис. років тому) та фінальну (13,5—10 тис. років тому). Найвідомішими дослідниками верхнього палеоліту України були X. Вовк, П. П. Єфименко, П. Й. Борисковський, М. Я. Рудинський, О. П. Черниці, І. Г. Шовкопляс, І. Г. Підоплічко, С. М. Бібіков. Нині цю проблему досліджують М. І. Гладких, О. О. Кротова, В. Н. Станко, С. П. Смолянинова, І. В. Сапожников, М. П. Оленковський, Л. Л. Залізняк, Г. В. Сапожникова, Л. А. Яковлева, Ю. Е. Демиденко, В. І. Ткаченко, В. І. Усик, Д. Ю. Нужний, О. О. Яневич.
Культури пізнього палеоліту
- Оріньякська культура

Франція і Іспанія 30-25 тис. років до н. е.
- шательперонська культура /Граветтська культура 35-30 тис. років до н. е.
- Граветтська культура 26-19 тис. років до н. е.
- Солютрейська культура (Іспанія і Франція) 19-16 тис. років до н. е.
- Мадленська культура

Німеччина 13-9,5 тис. років до н. е.
- Гамбурзька культура 13-12 тис. років до н. е.
- Федермессерська група культур 10-8,7 тис. років до н. е.
- Броммівська культура 9,7-9 тис. років до н. е.
- Аренсбургська культура 9,5-8,5 тис. років до н. е.

Данія
- Гамбурзька культура 13-10 тис. років до н. е.
- Лінгбінська культура 10,7-10 тис. років до н. е.
- Броммівська культура 11,7-9 тис. років до н. е.
- Аренсбургська культура 9-8 тис. років до н. е.

Північна Америка
- Культура Кловіс 11-10 тис. років до н. е.

### Найбільші поселення часів пізнього палеоліту в Україні
- Аджі-Коба
- Амвросіївка
- Атаки
- Бабине
- Берегове
- Богодухів
- Буківна
- Василівка
- Велика Аккаржа
- Володимирівка
- Вороновиця
- Глиняни
- Городниця
- Городок
- Гінці
- Добраничівка
- Довгиничі
- Дубова Балка
- Журавка
- Замостя
- Кайстрова Балка
- Калюс
- Касперівці
- Качинський навіс
- Каїри
- Китайгород
- Клинець
- Клюси
- Кормань
- Кочківці
- Кременець
- Куличівка[13]
- Липа
- Лисичники
- Межиріч
- Мізин
- Молодове
- Мукачеве
- Незвисько
- Новгород-Сіверський
- Осокорівка
- Пристін
- Пришиб
- Пушкарі
- Підгайчики
- Радомишль
- Рашків
- Сокіл
- Студениця
- Сюрень
- Успенка
- Фастів

### Мезоліт
Період між палеолітом і неолітом, X—VI тисяч років до нашої ери. Період почався з завершення останнього льодовикового періоду і тривав протягом підвищення рівня світового океану, що викликало необхідність людей адаптуватися до навколишнього оточення і знаходити нові джерела свого прожитку. У цьому періоді з'явилися мікроліти — мініатюрні кам'яні інструменти, які значно розширили можливості застосування каменю в повсякденному житті стародавніх людей. Проте, термін «мезоліт» також вживають і як позначення кам'яних інструментів, які були привезені до Європи зі Стародавнього Близького Сходу. Мікролітичні інструменти значно підвищили ефективність полювання, а в розвиненіших поселеннях (наприклад, Лепенський Вир) їх використовували також і для рибальства. Ймовірно, в цій часовій епосі відбулося приручення собаки як помічника на полюванні.
Перший відомий бій в історії людства відбувся в період мезоліту на плато в Єгипті, відомому як Цвинтар 117.

#### КультуриМезоліту
Німеччина
- Бюренська культура 7,7—5,8 тис. років до н. е.
- Культура Маглемозе:
  - Культура Дуфензеє 7—5,8 тис. років до н. е.
  - Олдесроерська група 6—5 тис. років до н. е.

Данія
- Культура Маглемозе 8,3—6 тис. років до н. е.
- Гуденська культура 8—4 тис. років до н. е.
- Клостерліндська культура 8—5 тис. років до н. е.
- Культура Конгемозе 6—5,2 тис. років до н. е.
- Ертебельська культура 5,2—3 тис. років до н. е.

Північна Скандинавія
- Культура Фосна—Генсбака 9—2 тис. років до н. е.
- Культура Комса 8—3 тис. років до н. е.
- Аскольська культура з 7,5 тис. років до н. е.

Франція
- Совтерська культура 8—4 тис. років до н. е.
- Тарденуазька культура 4,5—3,5 тис. років до н. е.
- Кампінійська культура з 4 тис. років до н. е.

Іспанія
- Азільська культура 8,5—5 тис. років до н. е.
- Астурійська культура 8,5—5 тис. років до н. е.

Північна Африка
- Капсійська культура 9—3 тис. років до н. е.

Близький Схід
- Кебаранська культура 20—12,5 тис. років до н. е.
- Натуфійська культура 12,5—9,5 тис. років до н. е.
- Мушабська культура 14—12,5 тис. років до н. е.

### Неоліт

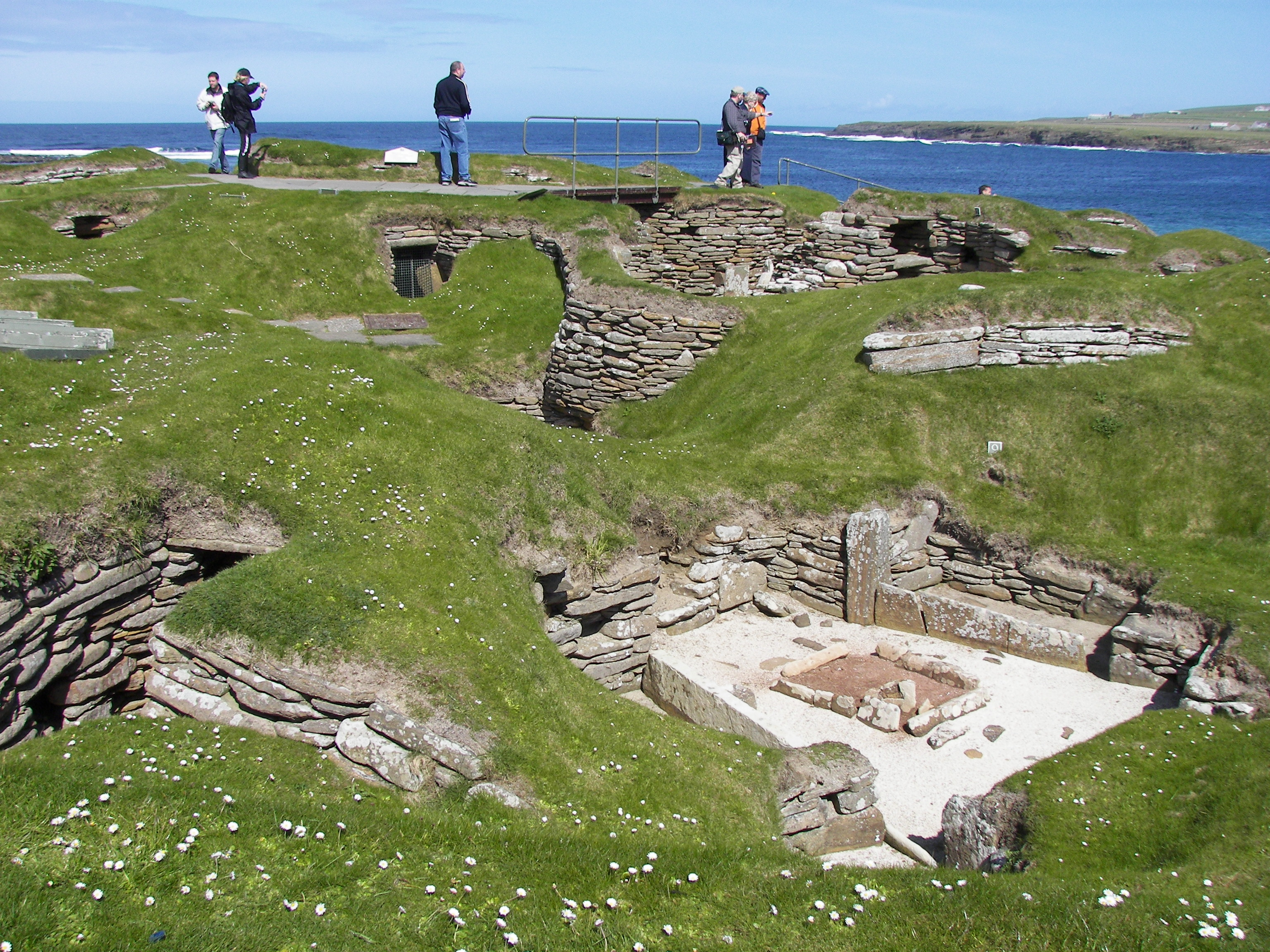
Скара-Брей, Шотландія. Найбільш повно збережене неолітичне село в Європі

Нова кам'яна доба характеризувалася появою сільського господарства і скотарства під час так званої неолітичної революції, розвитком гончарного ремесла і появою перших великих поселень людей, таких як Чатал-Гуюк і Єрихон. Перші культури неоліту з'явилися близько 7000 до н. е. в зоні так званого «родючого півмісяця». Сільське господарство і культура поширилися в Середземномор'ї, долині Інду, Китаї і країнах Південно-Східної Азії.
Збільшення чисельності населення призвело до зростання потреби в рослинній їжі, що сприяло швидкому розвитку сільського господарства. При веденні сільськогосподарських робіт стали застосовуватися кам'яні інструменти для обробки ґрунту, а при зборі врожаю почали використовувати пристосування для жнив, подрібнення та різання рослин. Вперше почали будуватися великомасштабні кам'яні споруди, такі як башти і стіни Єрихону або Стоунгендж, що демонструє появу в неоліті значних людських і матеріальних ресурсів, а також форм співпраці між великими групами людей, які дозволяли вести роботи над великими проєктами. Якоюсь мірою дане явище заклало основу розвитку соціальної ієрархії та появі еліт. Хоча деякі суспільства Пізнього Неоліту формувалися як племена зі складною ієрархією (наприклад, культура стародавніх Гавайських островів), більшість людських спільнот неоліту були порівняно простими і не мали еліти. У цілому, в неолітичних культурах було помітно більше ієрархічних спільнот, ніж у попередніх палеолітичних культурах мисливців-збирачів. В епоху неоліту з'явилася регулярна торгівля між різними поселеннями, люди почали перевозити товари на значні відстані (багато сотень кілометрів). Поселення Скара-Брей, розташоване на Оркнейських островах недалеко від Шотландії, є одним з найкращих прикладів неолітичного села. У поселенні використовували кам'яні ліжка, полиці та навіть приміщення для туалетів.

#### КультуриНеоліту
Україна:
- Трипільська культура 5,5 — 2,75 роками до н. е.

Західна Європа, Центральна Європа та Північна Європа:
- Культура лінійно-стрічкової кераміки 5,5—4,5 тис. років до н. е.
- Культура насічкової кераміки 4,9—4,5 тис. років до н. е.
- Ертебельская культура 5—4,3 тис. років до н. е.
- Рьоссенська культура 4,6—4,3 тис. років до н. е.
- Культура Мішеля Берже 4,93—83,5 тис. років до н. е.
- Лійковидних кубків культура 4,3—2,7 тис. років до н. е.
- Культура кулястих амфор 3,1—2,7 тис. років до н. е.
- Культура бойових сокир 2,8—2,4 тис. років до н. е.
- Культура дзвоноподібних келихів 2,5—2,2 тис. років до н. е.
- Культура кинджалів 2,3—1,6 тис. років до н. е.

Данія:
- Пізня Ертебельська культура 3—2 тис. років до н. е.
- Культура бойових сокир 3—2,5 тис. років до н. е.
- Культура кинджалів 2,5—1,6 тис. років до н. е.

Швеція і Норвегія:
- Культура бойових сокир 2,8—2,3 тис. років до н. е.

Франція:
- Шассе культура 4,6—2,4 тис. років до н. е.
- Тарденуазька культура 4,5—3,5 тис. років до н. е.

Швейцарія:
- Культура антропогенного впливу людини, від 6,9 тис. років до н. е. (Вирубка лісів, вирощування льону і зернових культур)
- Лахугітська група 5,8—5,1 тис. років до н. е.
- Культура Кортайо 4—3,5 тис. років до н. е.
- Пфінська культура 3,9—3,5 тис. років до н. е.
- Хоргенська культура 3,3—2,8 тис. років до н. е.
- Культура бойових сокир 2,8—2,3 тис. років до н. е.
- Культура дзвоноподібних келихів 2,5—2,2 тис. років до н. е.

### Енеоліт
Перехідна епоха, так звана «мідна доба», що змінює кам'яну добу бронзовою.
Україна:
- Трипільська культура 5,5 —2,75 тис. років до н. е.

## Матеріальна культура

### Харчування
Джерелами продовольства людей в кам'яну добу служили тварини і рослини в ареалі проживання людини. Люди вживали м'ясо і внутрішні органи тварин, у тому числі печінку, нирки і мозок. Молочні продукти і рослинні продукти, багаті вуглеводами, такі як бобові і зернові крупи люди вживали мало. У їжу використовували листя і коріння рослин. М'ясо тварин видобувалося переважно полюванням, хоча в кінці кам'яної доби почало з'являтися скотарство. Також, задовго до сільськогосподарської революції неоліту збільшилося споживання бобових рослин, про що говорять археоботанічні знахідки в Ізраїлі. Більш того, останні дані свідчать про те, що люди почали обробляти та вживати в їжу дикі зернові культури понад 23 тис. років тому в пізньому палеоліті.
У кінці льодовикового періоду 15-9 тис. років тому відбулося перше в голоцені масове вимирання тварин в Азії, Європі, Північній Америці і Австралії. Ця подія викликала значні зміни в культурі харчування древніх людей і сприяла розвитку сільського господарства, завдяки якому продукти рослинного походження надовго увійшли в раціон людини. Це вимирання могло статися через масове полювання людей на диких тварин, таких як мамути, хоча багато вчених вважають, що вимирання тварин було спричинене зміною клімату.

### Місця проживання і середовище

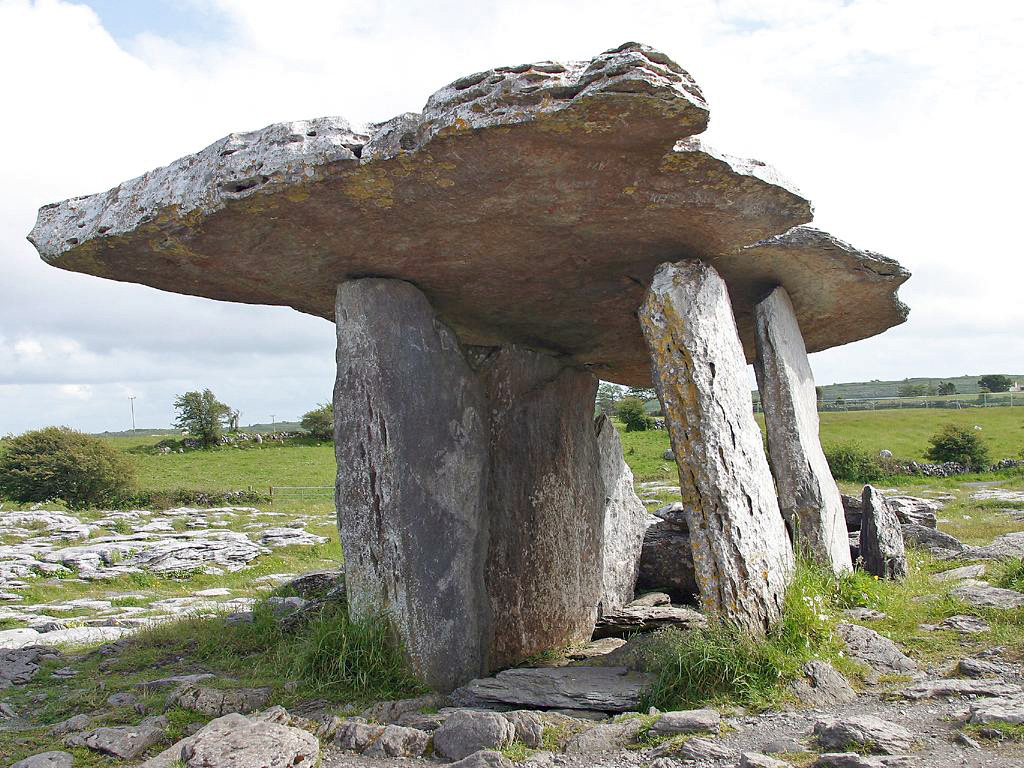
Дольмен в Повіті Клер, Ірландія

Приблизно 2 мільйони років тому, люди вперше почали будувати антропогенні структури в Східній Африці, що споруджувалися за допомогою найпростіших механізмів з каменів і гілок дерев. Близько 500 тис. років тому люди почали використовувати кам'яне колесо для зведення своїх споруд. Деякі зі споруд цього періоду були виявлені поблизу Ніцци у Франції. Місця проживання людини кам'яної доби були виявлені по всій земній кулі, в тому числі:
- Наметові структури всередині печери недалеко від Грота Лазарет в Ніцці у Франції.
- Структури з дахом з дерева, знайдені в Дольні Вістоніцце в Чехословаччині віком близько 23 тис. років до н. е. Стіни були виготовлені з каменів і глини, упакованої у вигляді блоків.
- У багатьох хатинах древніх людей в Східній Європі і Сибіру були знайдені кістки мамута, що передбачає проживання в них людей, що полювали на мамутів. Такі поселення виявлені в долині річки Дніпро в Україні, а також поблизу Чернігова, в Моравії, в Чехії і на півдні Польщі.
- Залишки тварин у наметових структурах віком близько 15—10 тис. років до н. е. Мадленської археологічної культури були виявлені на плато Паран у Франції.
- Могила епохи мезоліту на кілька поховань і дольмен із залишками однієї людини були виявлені в Граві. Аналогічні структури епохи Неоліту були виявлені по всій Європі і Азії. У могилах були знайдені мідні та бронзові інструменти, що наочно демонструє проблему визначення точного періоду кам'яної доби.

### Мистецтво
Доісторичне мистецтво можна простежити тільки за збереженими знахідками кам'яної доби. Відомості про музичну культуру первісних людей можна отримати на основі збережених первісних музичних інструментів, а дані про образотворче мистецтво — на основі наскельного живопису, до якого належать петрогліфи і наскельні розписи. Невідомо, чи виконувало доісторичне мистецтво релігійну функцію. Стародавні люди під час своїх ритуалів виконували танці, співали пісні і грали на різних музичних інструментах.

#### Анімалістичне мистецтво кам'яної доби

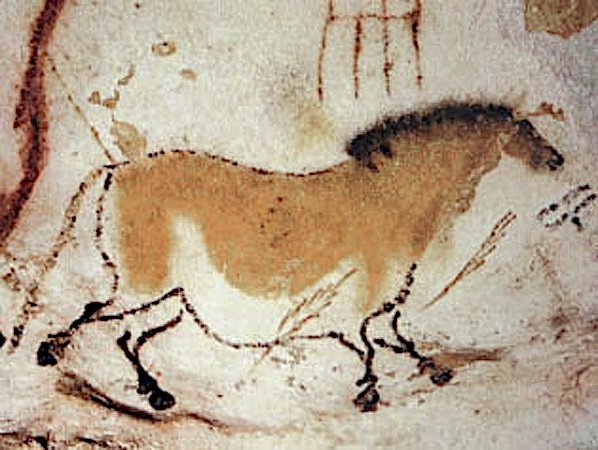
Наскельний живопис (кінь) у печері Ласко, Франція, близько 14 тисяч років до н. е., верхній палеоліт

Усі системи періодизації по-своєму недосконалі. Вважається, що загальнолюдська періодизація первісного ладу закінчується на мезоліті, коли культурний розвиток різко прискорився і протікав у різних народів різними темпами. При цьому культури, що існували одночасно, можуть перебувати на різних ступенях розвитку, у зв'язку з чим, наприклад, неолітичні культури можуть сусідити з культурами бронзової доби.
Найбільш розробленою є археологічна періодизація, в основі якої лежить зіставлення виготовлених людиною знарядь праці, їх матеріалів, форм жител, поховань і т. д. За цим принципом історія людства переважно поділяється на кам'яну добу, бронзову добу і залізну добу. Найбільша заслуга у створенні сучасної археологічної класифікації належить французькому вченому Г. Мортільє і його співвітчизникові А. Брейлю.
Кам'яна доба — період в історії людства, під час якого знаряддя праці та зброя виготовлялася з каменю, дерева та кістки. Він поділяється на три періоди:
- палеоліт — давня кам'яна доба, яка характеризується використанням кременевих знарядь праці, основні заняття — полювання та збиральництво.
- мезоліт — середня кам'яна доба, що тривала від 10 тис. до 7 тис. років до н. е.
- неоліт — нова кам'яна доба, характеризується появою людини сучасного типу, використанням винятково кременевих, кам'яних, кістяних знарядь праці, виготовлених з використанням техніки свердління, пиляння та шліфування; розповсюдженням кераміки, ткацтва (так звана неолітична революція). Тривав від 6 до 4 тис. років до н. е., період переходу від рибальства та полювання до землеробства й скотарства. Хронологічно перші зображення тварин належать до кам'яної доби. За запропонованою класифікацією найраніші зображення тварин віднесені до оріньякського періоду[19]. їх визнають примітивними — в порівнянні з малюнками пізніми, бо вони створені лише контуром, без проробки деталей. Але малюнки настільки точні, що дозволяють розпізнати, які саме тварини малював первісний художник.

В кам'яну добу виникають дві базові гілки анімалістичного мистецтва — реалістична та гротескова, фантазійна. Остання оперуватиме фантастично поєднаними деталями від спостережень за тваринами та матиме застосування в культовій сфері. Саме ця гілка дасть початок створенню страхітливих, загрозливих ідолів ацтеків, деяких племен в Африці, полінезійців.

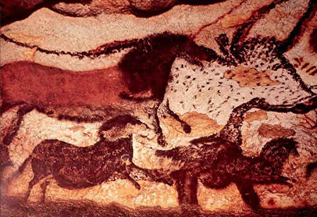
Печера Ласко
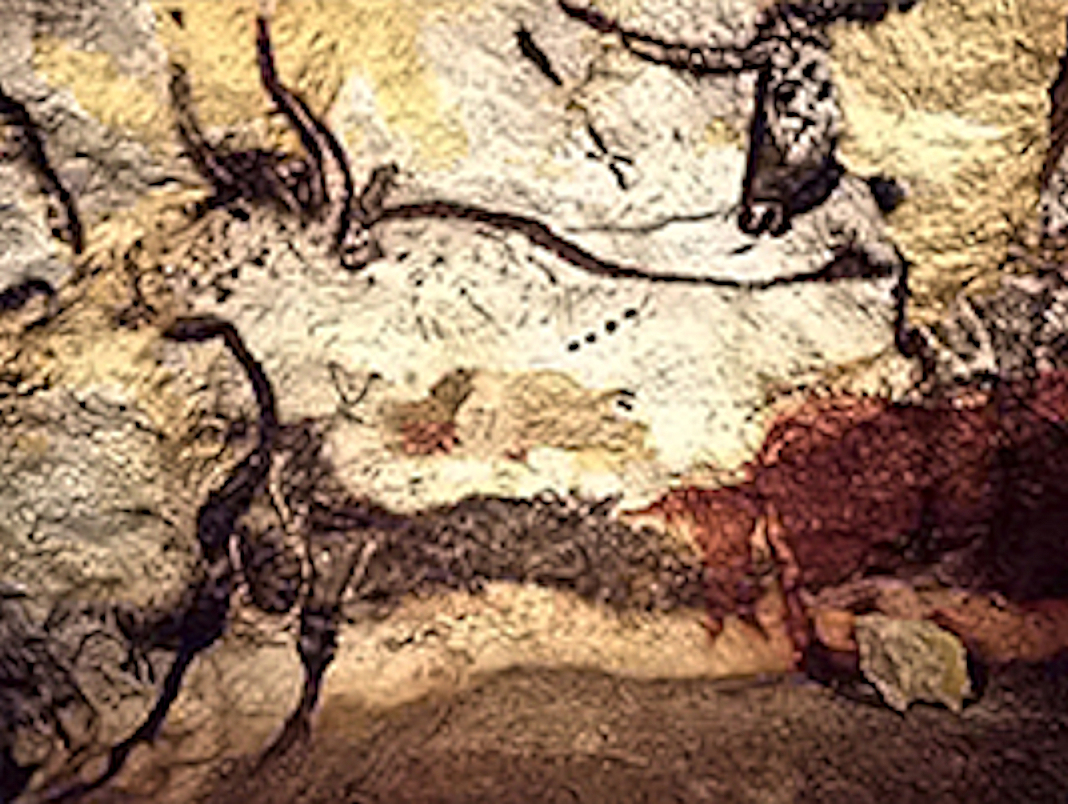
Печера Ласко
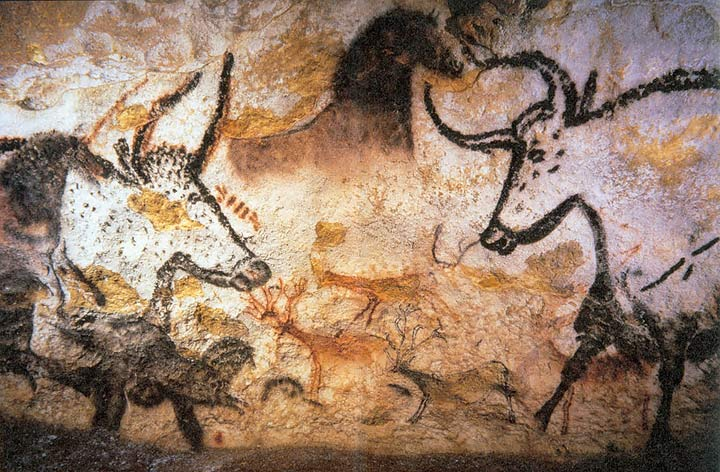
Печера Ласко
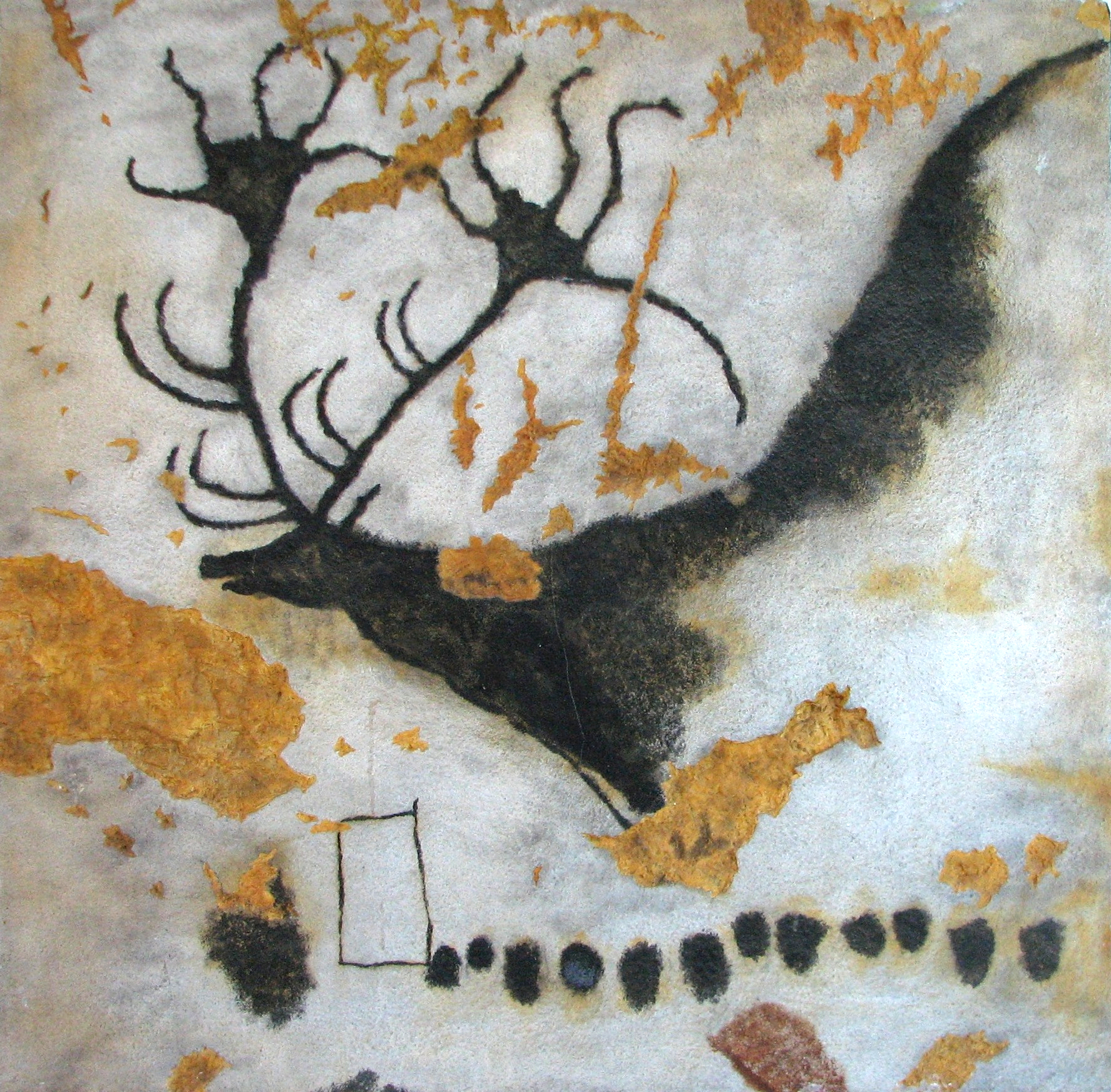
Печера Ласко
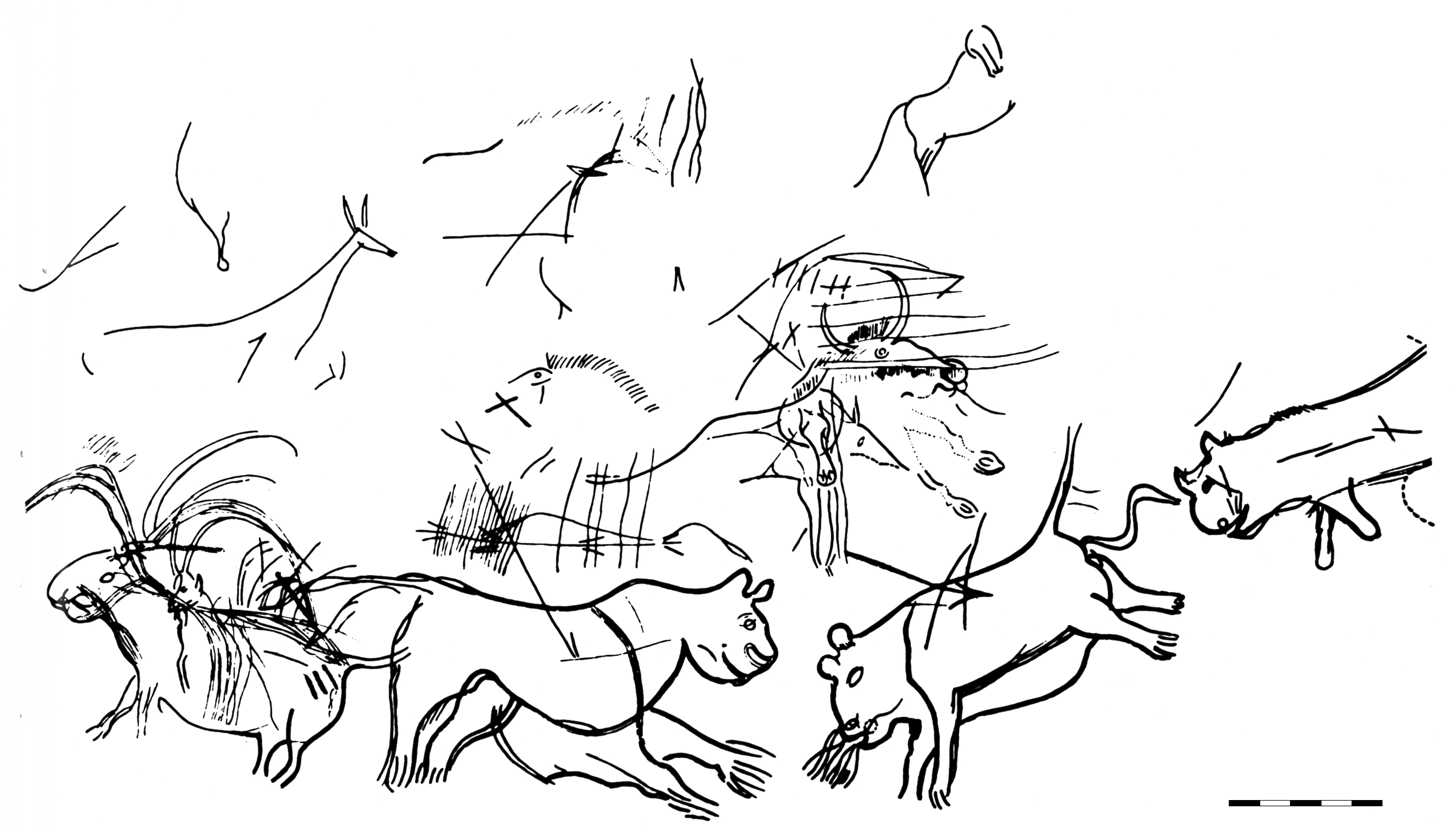
Печера Ласко. Сцена у «котячому лазі»
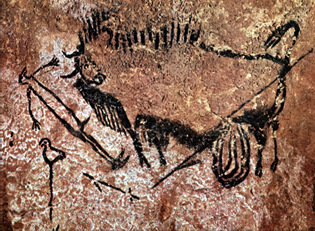
Печера Ласко. Зображення людини і бізона в «шахті»
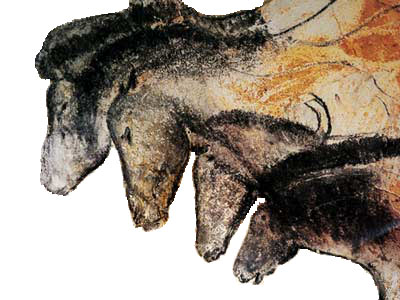
Печера Шове
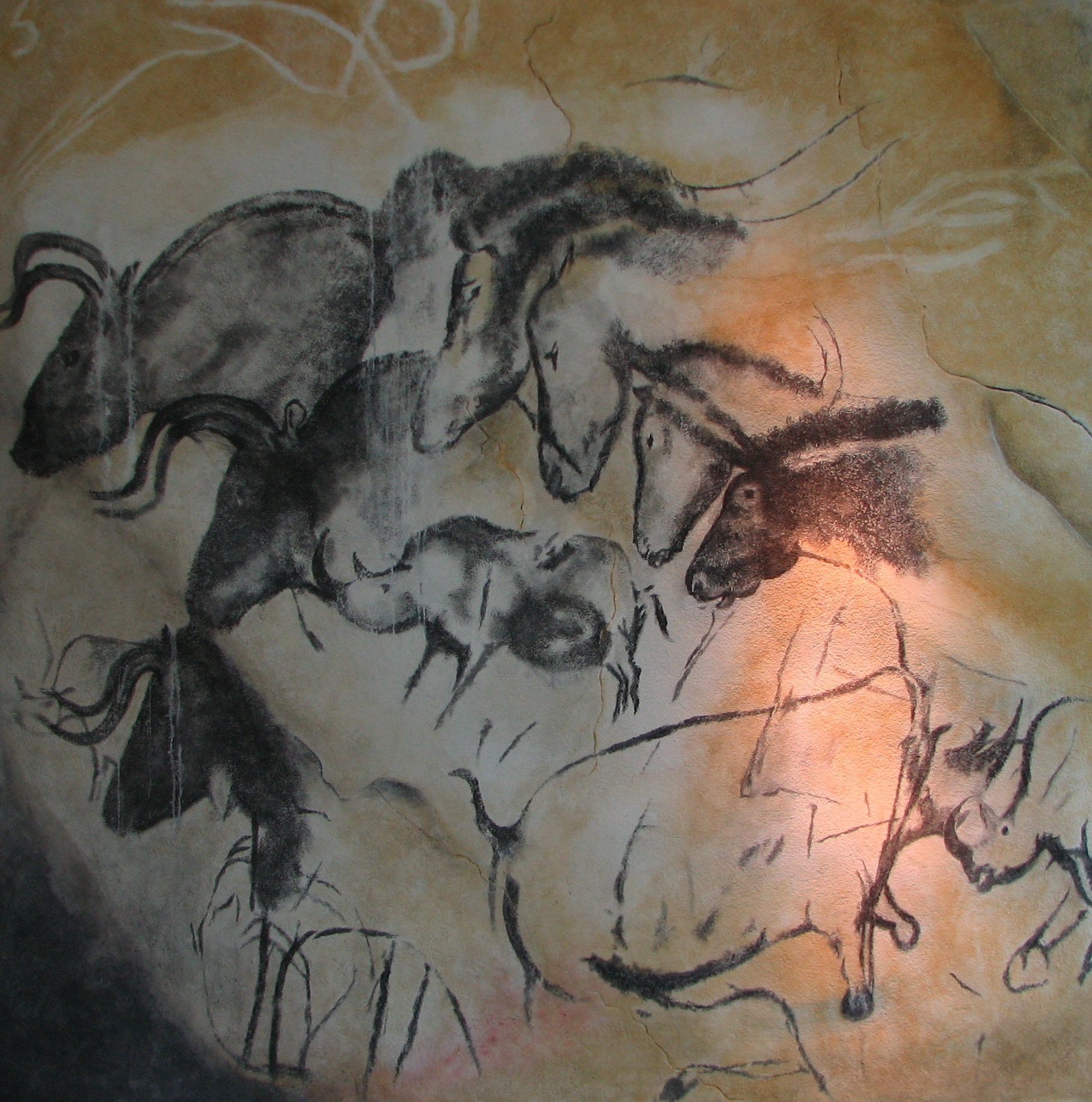
Печера Шове. Тарпани, носороги й тури
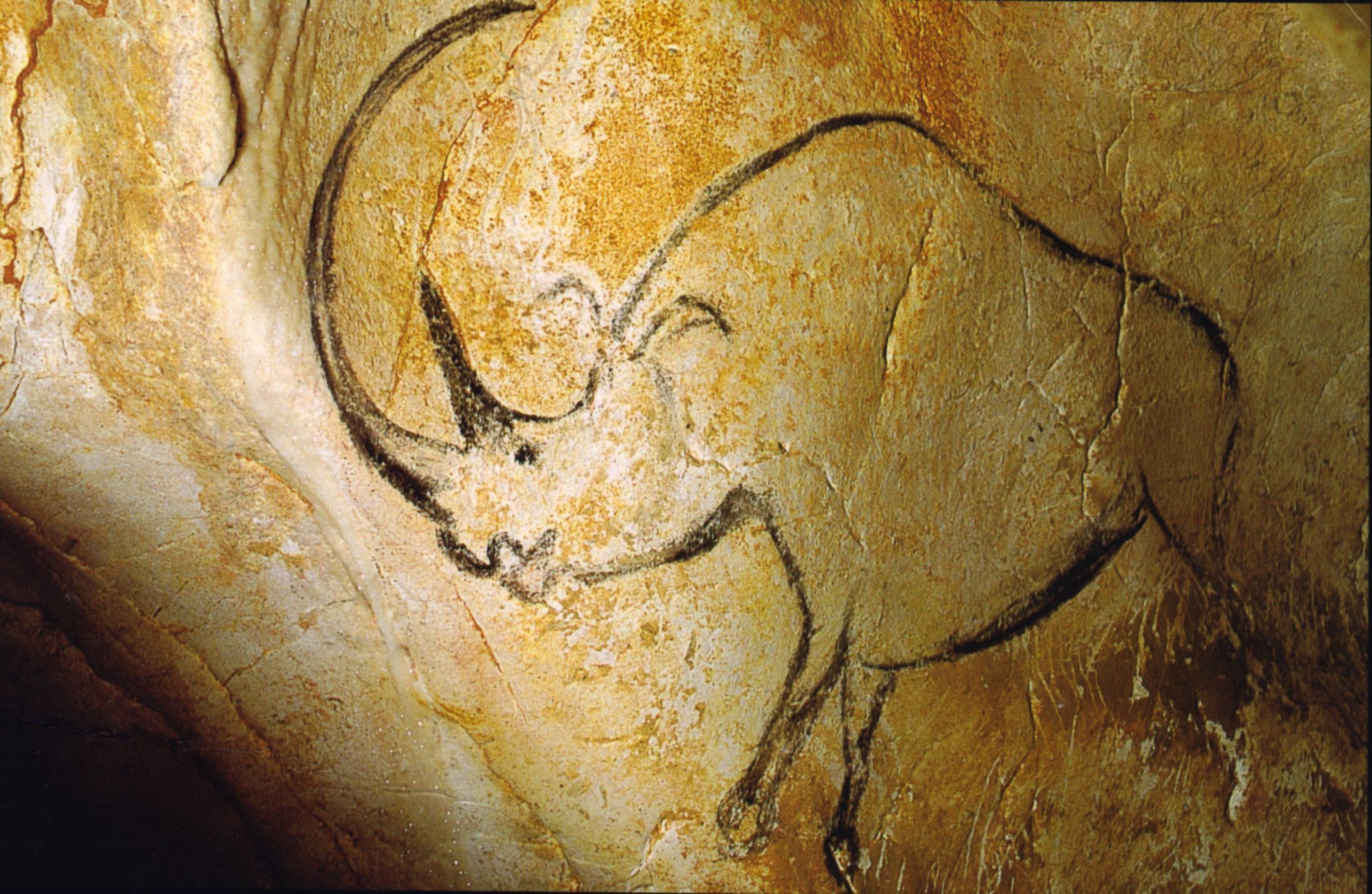
Печера Шове. Носоріг
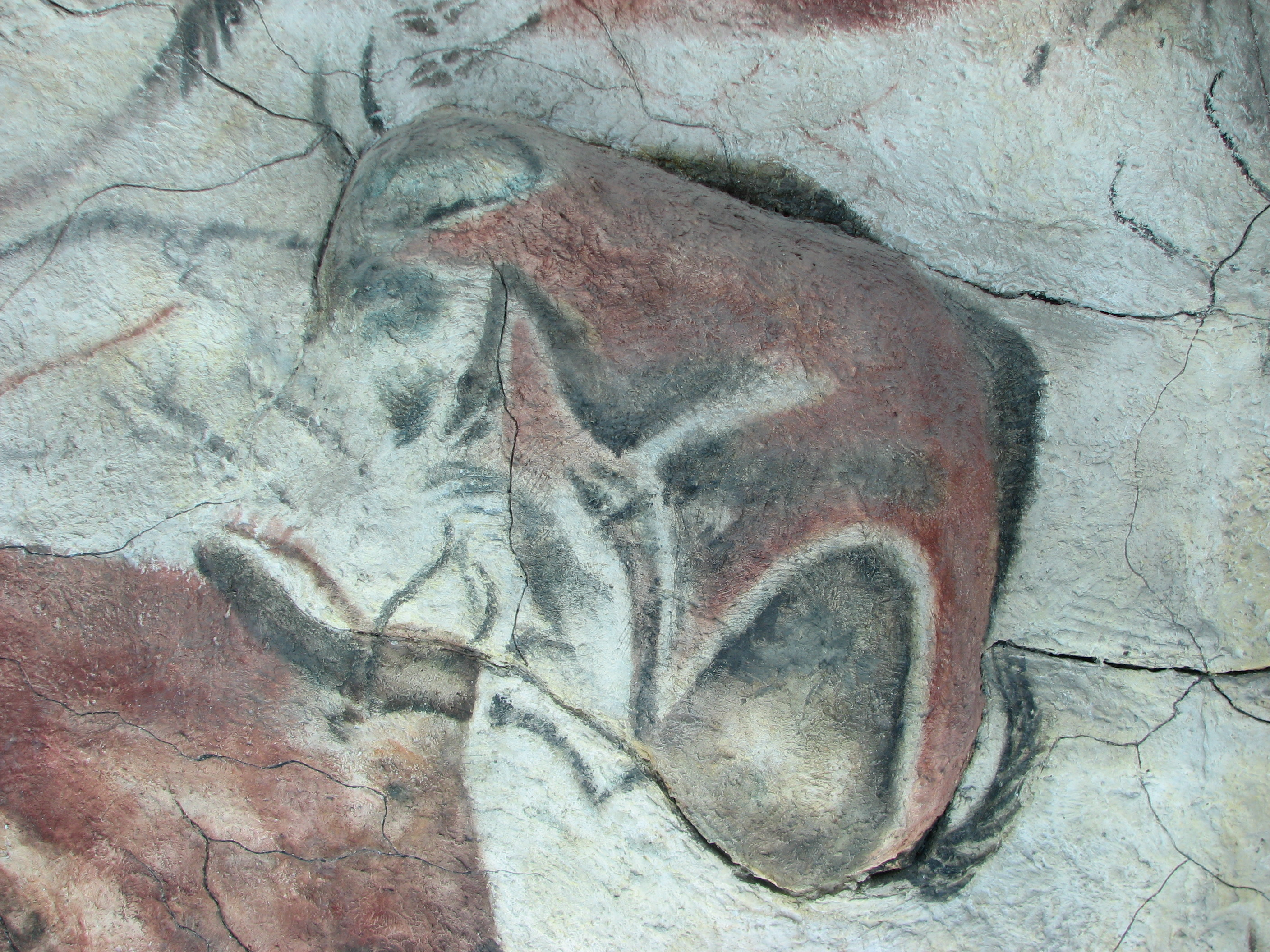
Альтаміра. Бізон
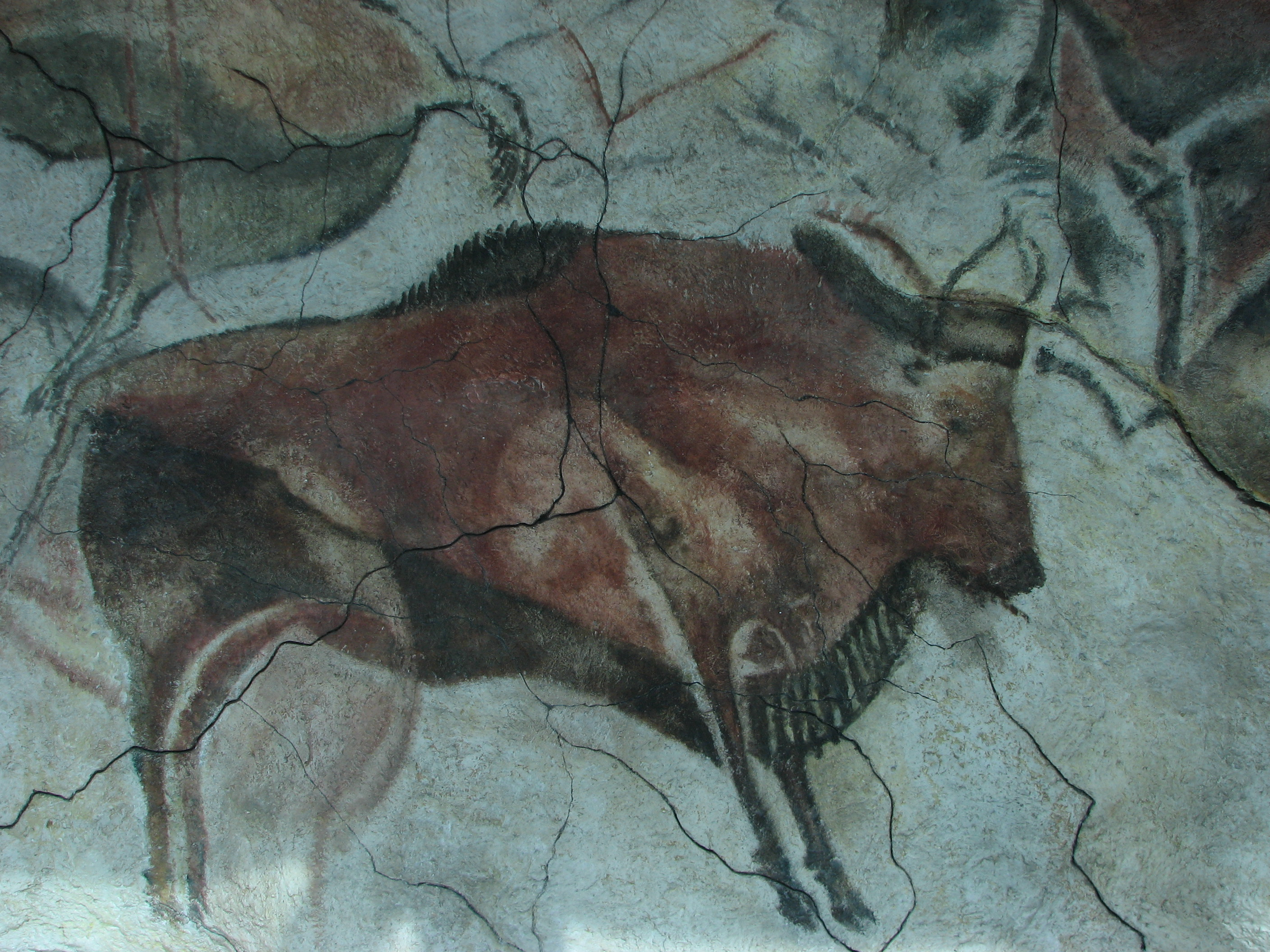
Альтаміра. Бізон
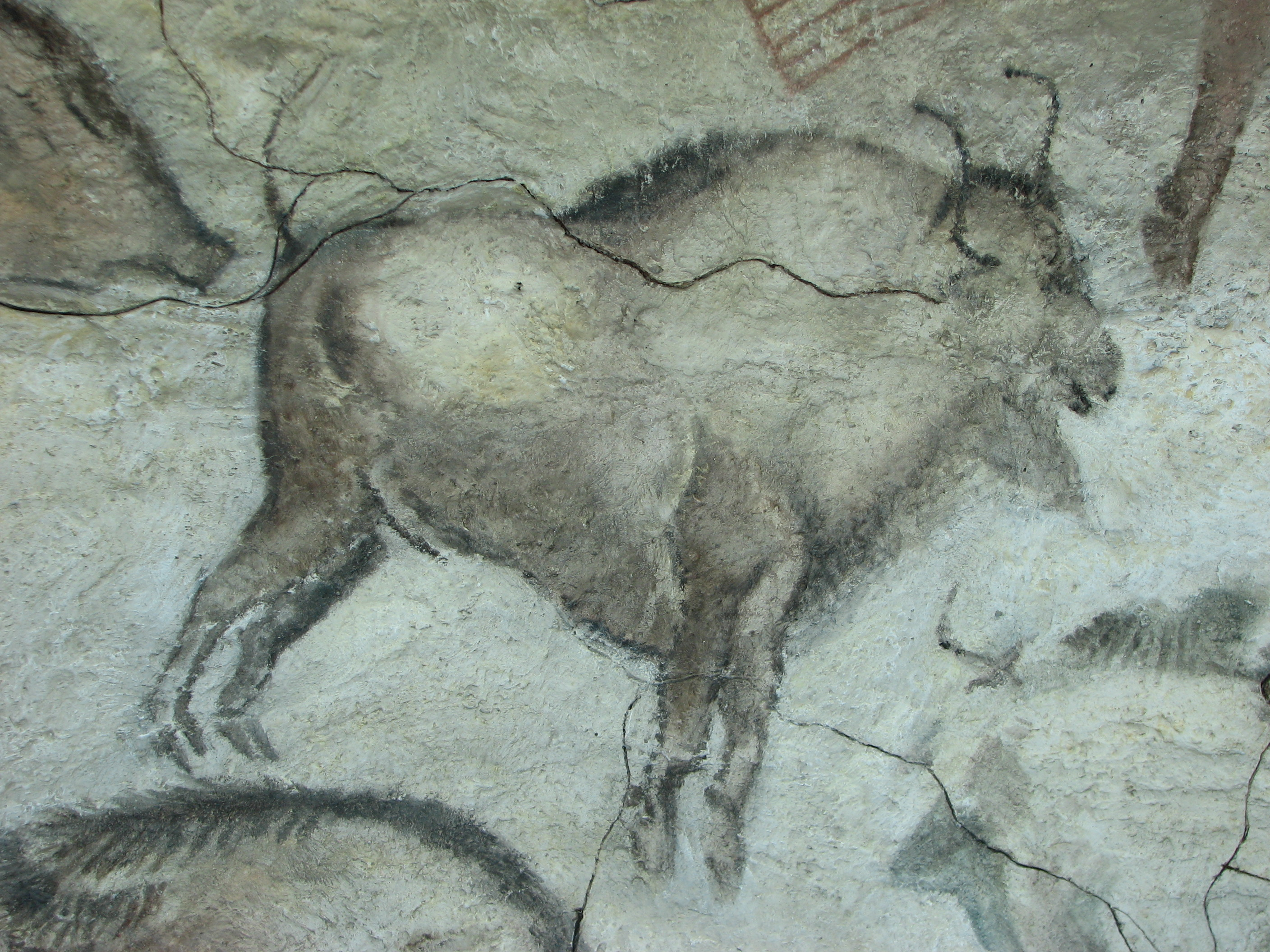
Альтаміра. Бізон
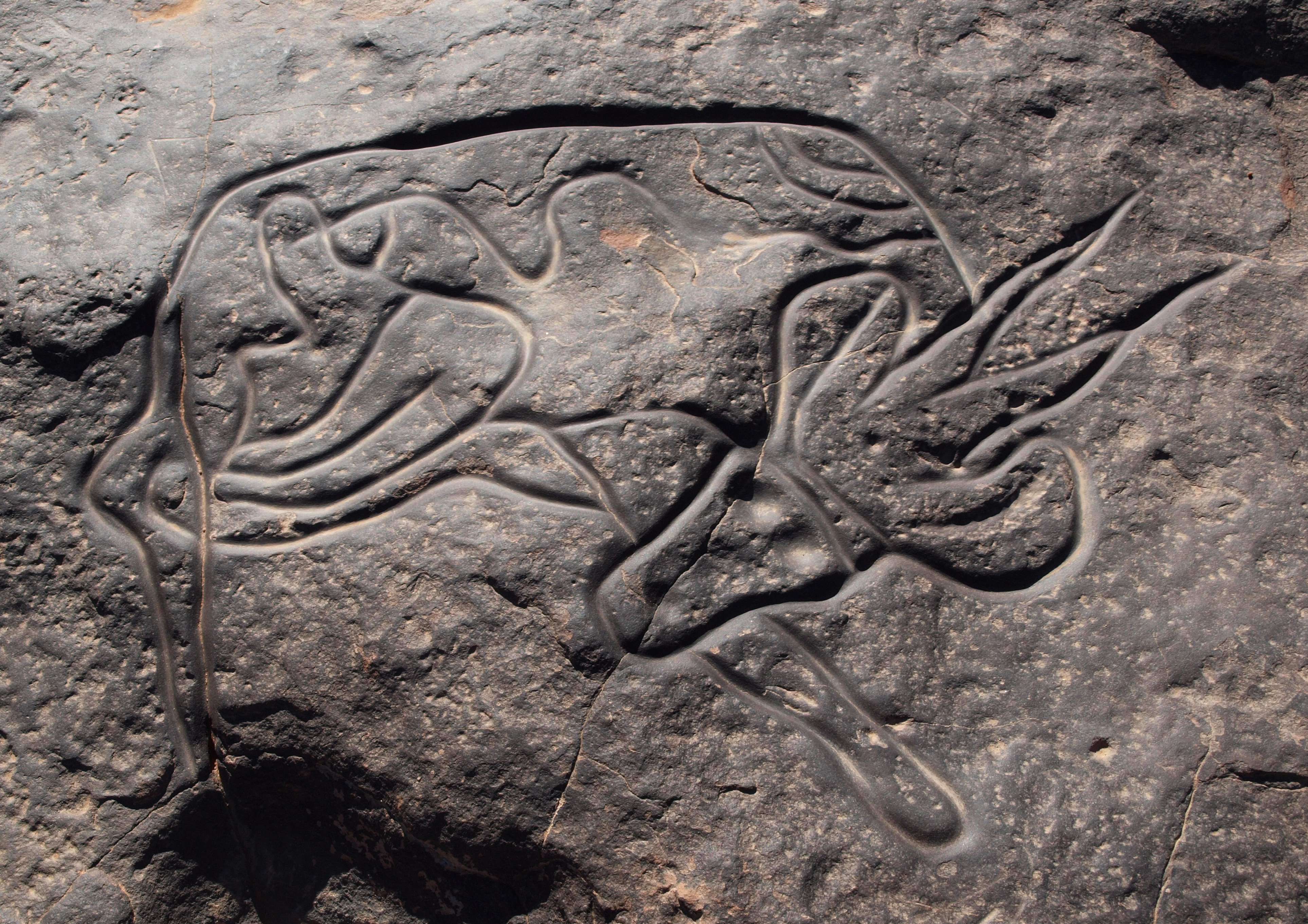
Петрогліф. Антилопа або газель. Алжир

#### Мегаліти

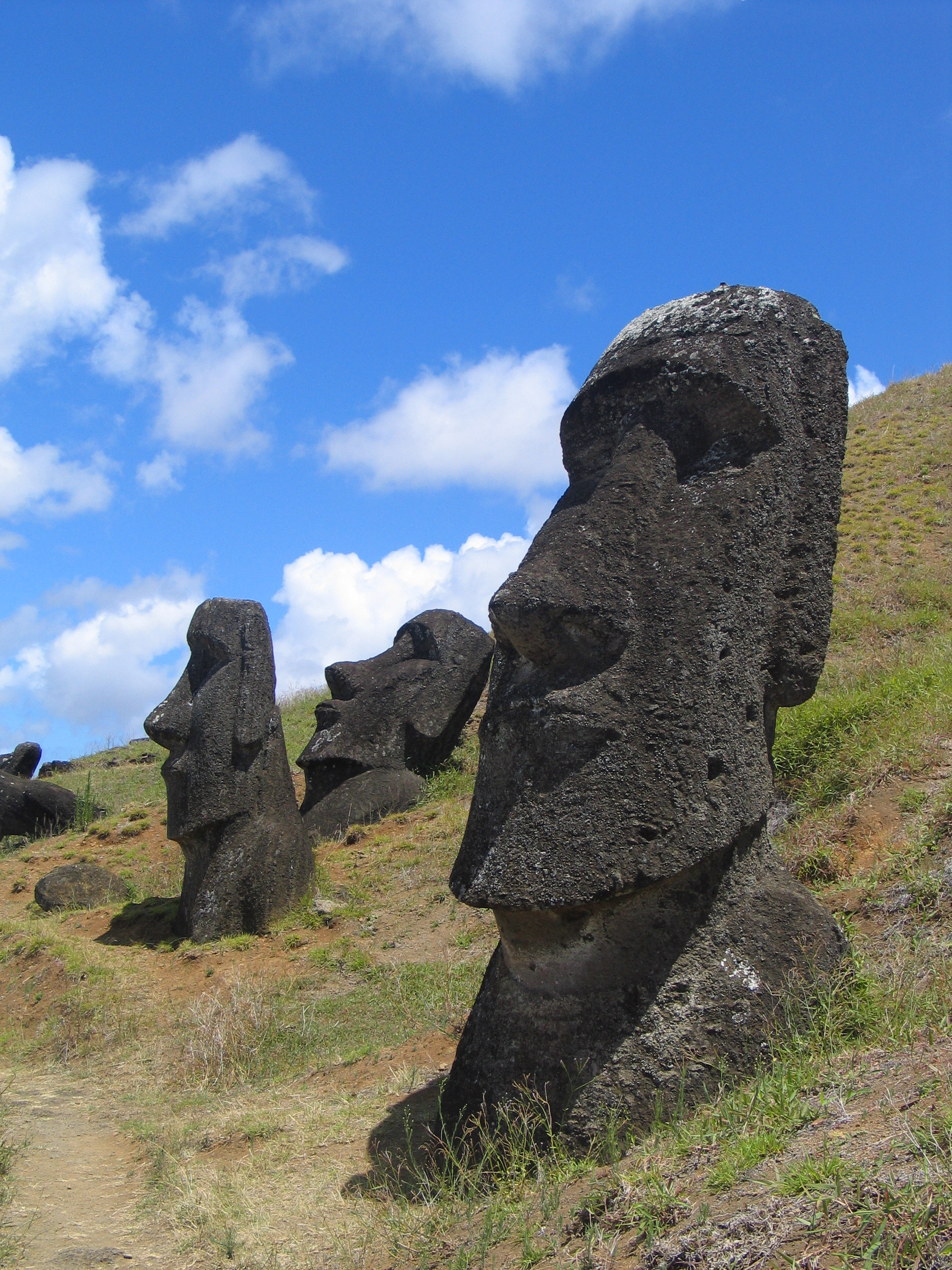
Острів Пасхи, Чилі
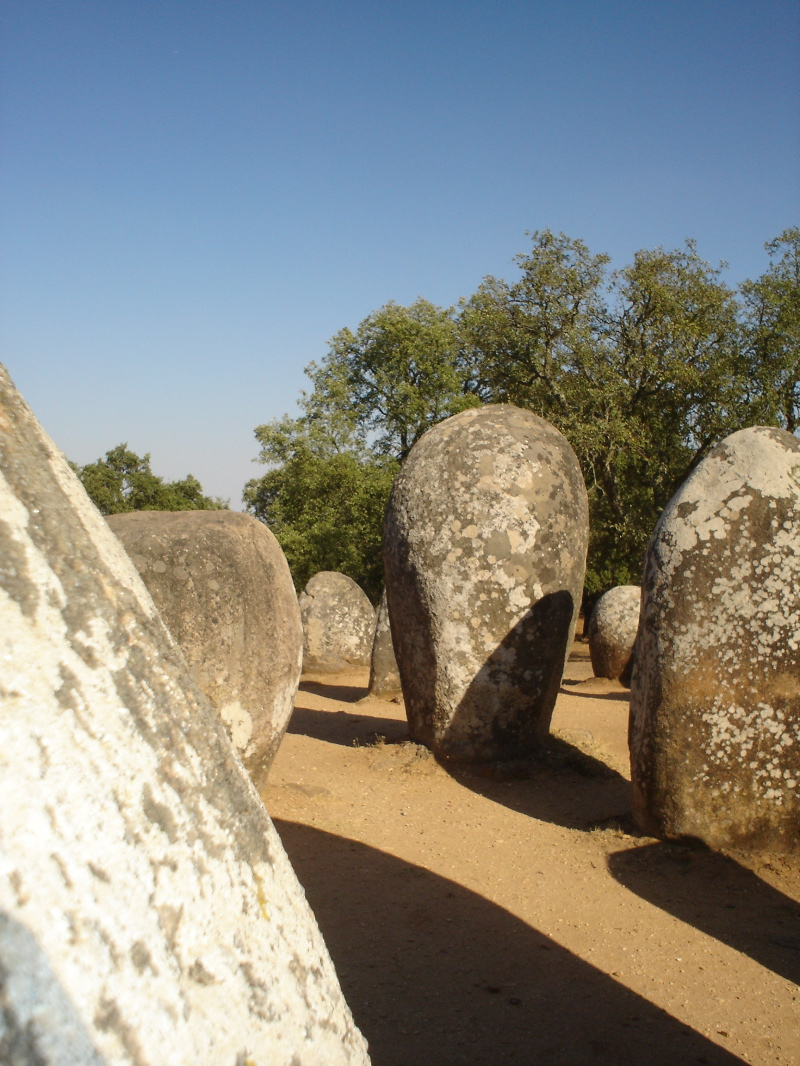
Алмендриш, Португалія
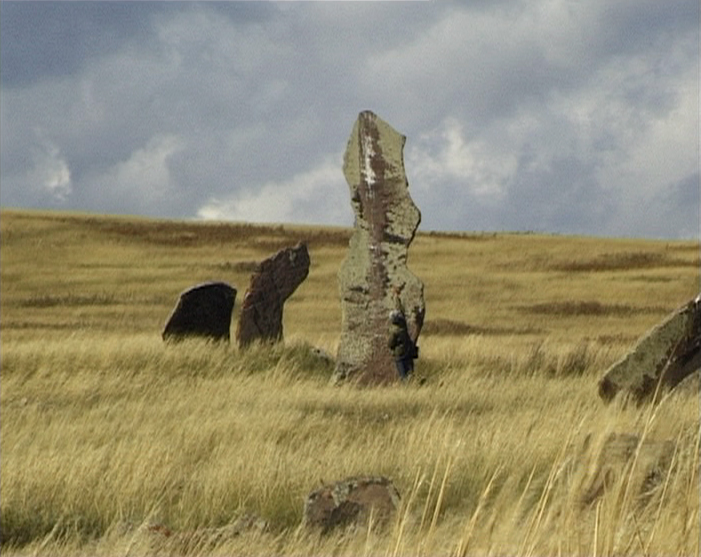
Абакан, Росія
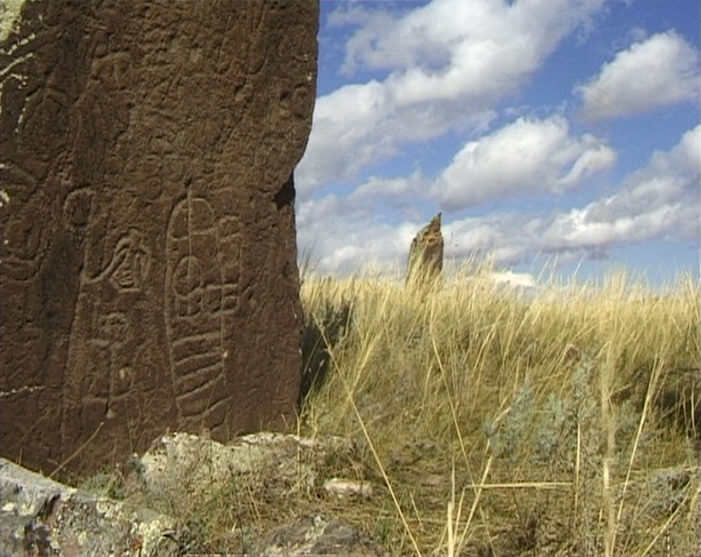
Абакан, Росія
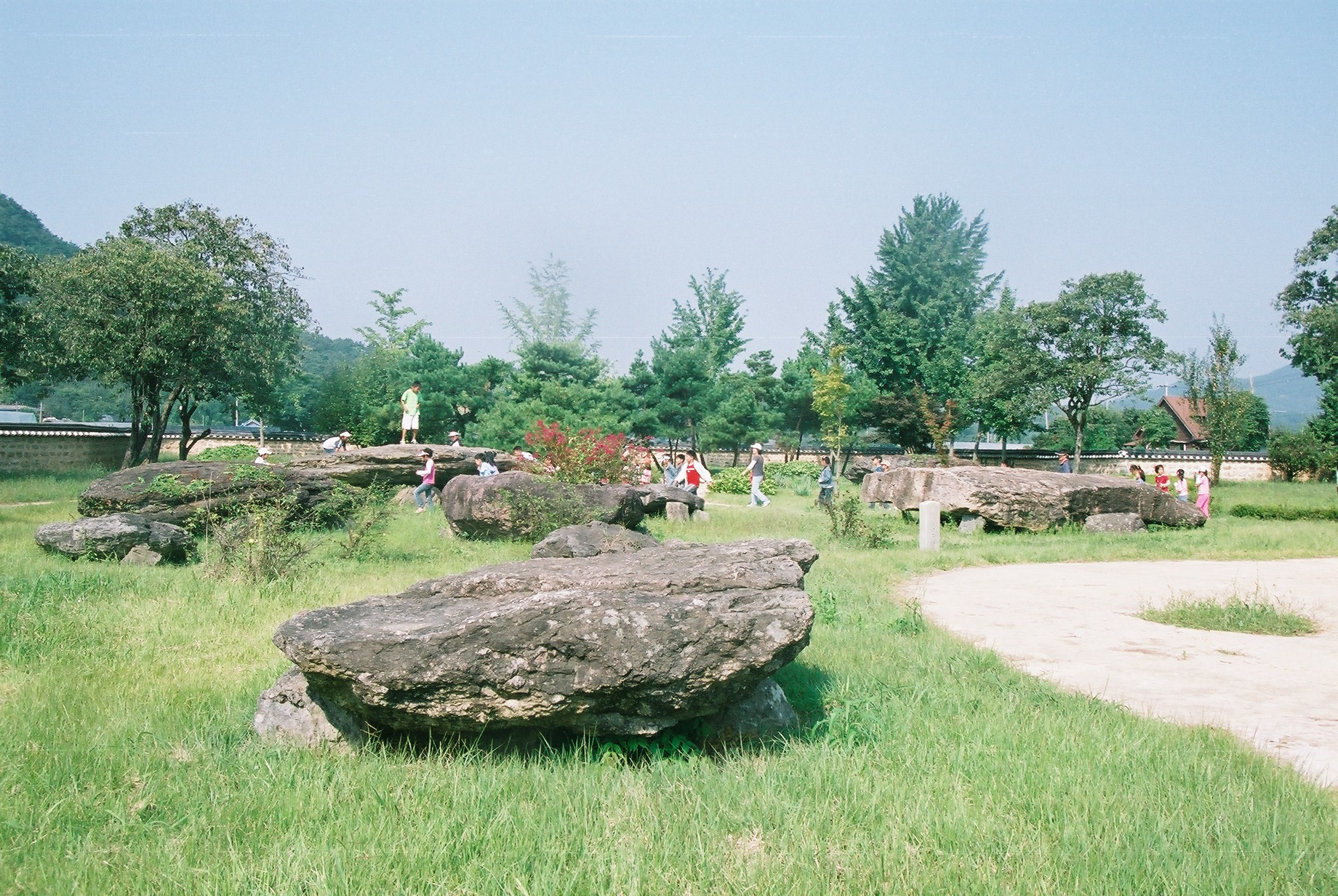
Корея
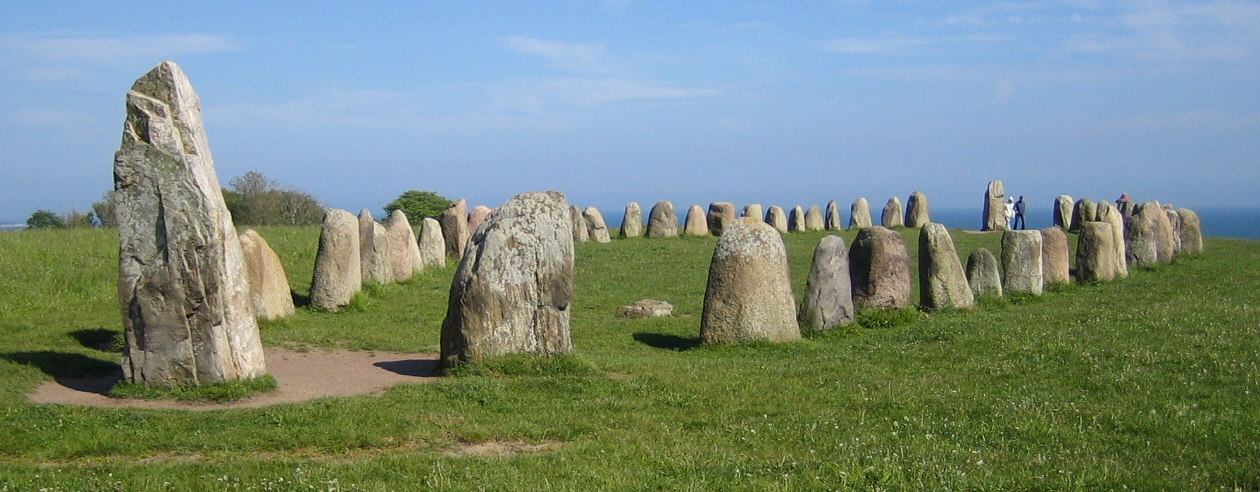
Швеція
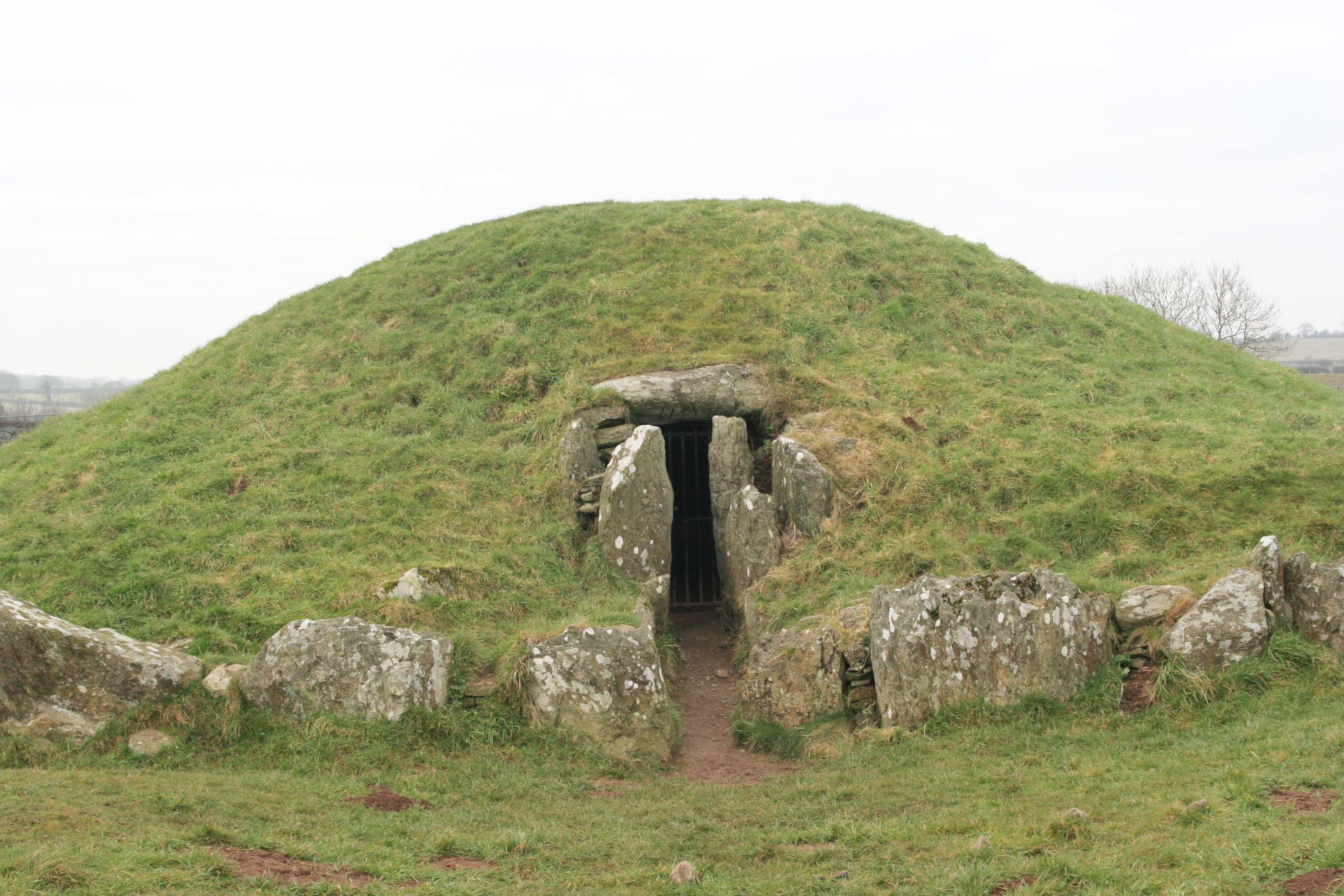
Уельс
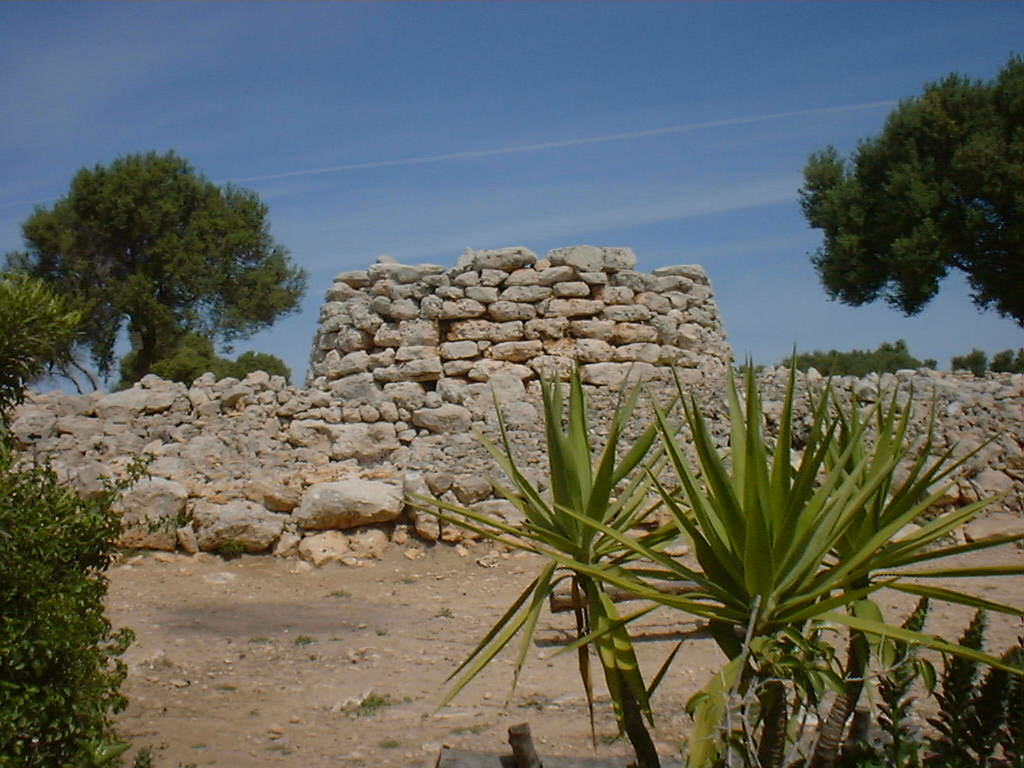
Мальорка
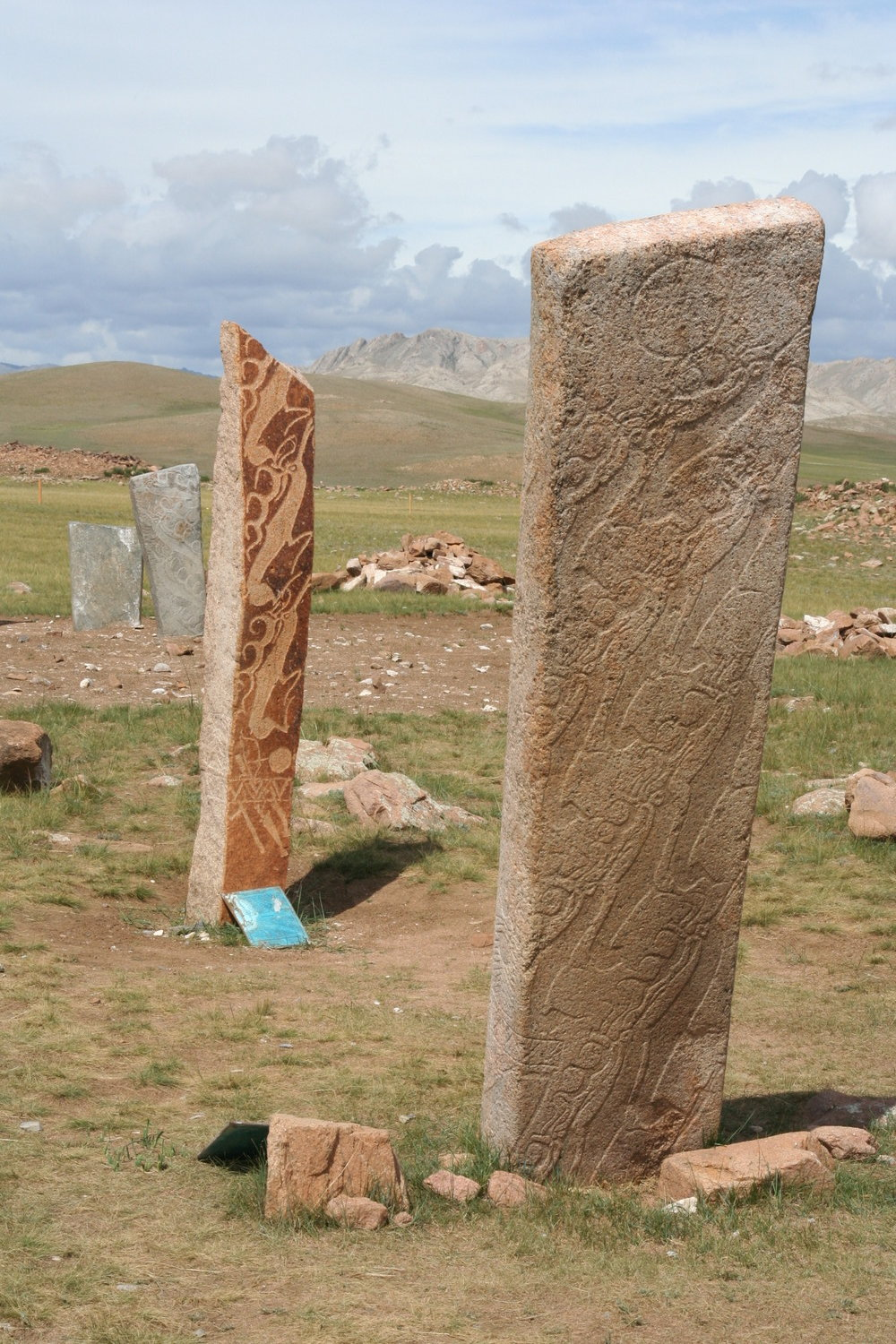
Монголія
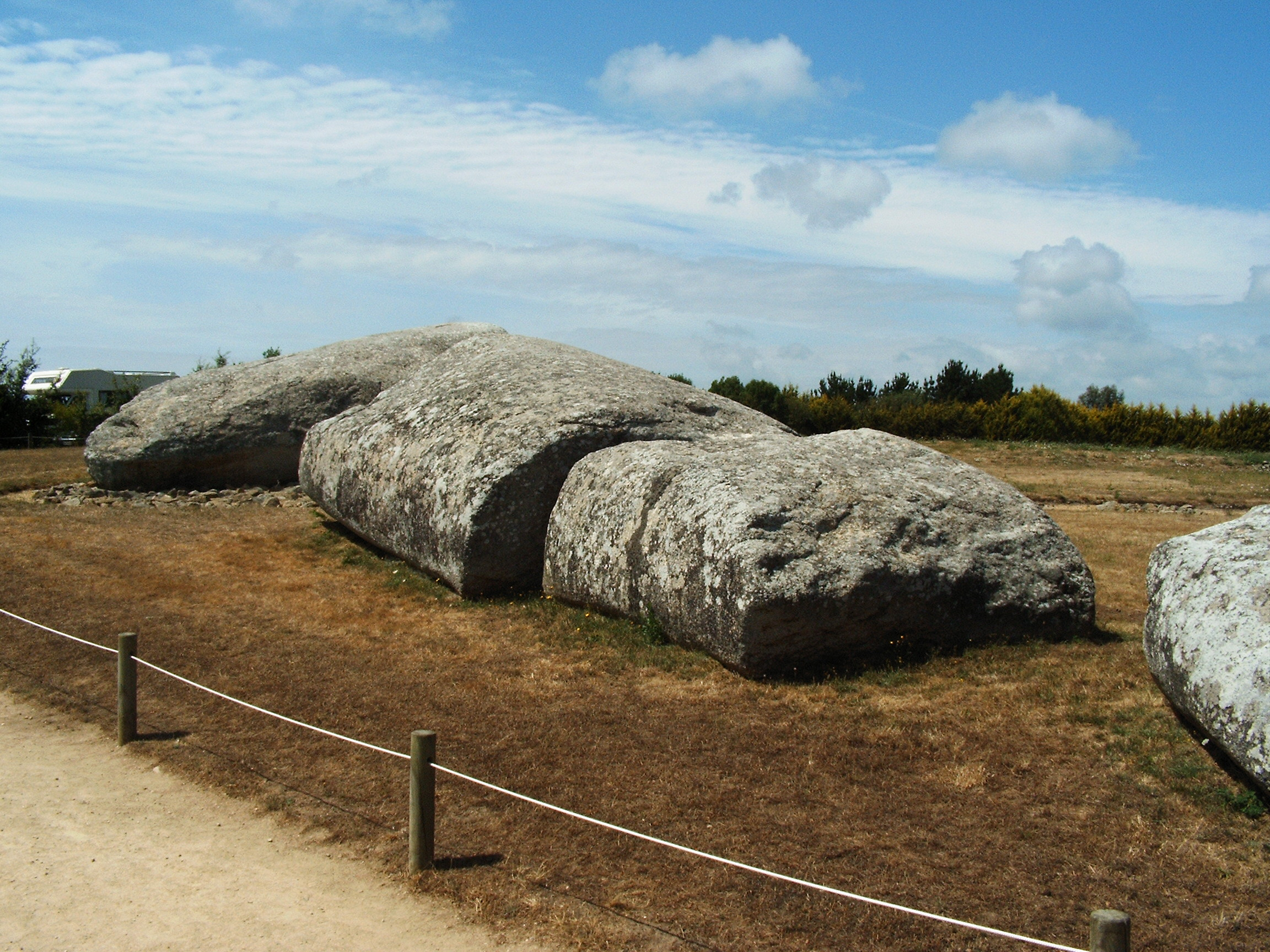
Морбіан, Франція
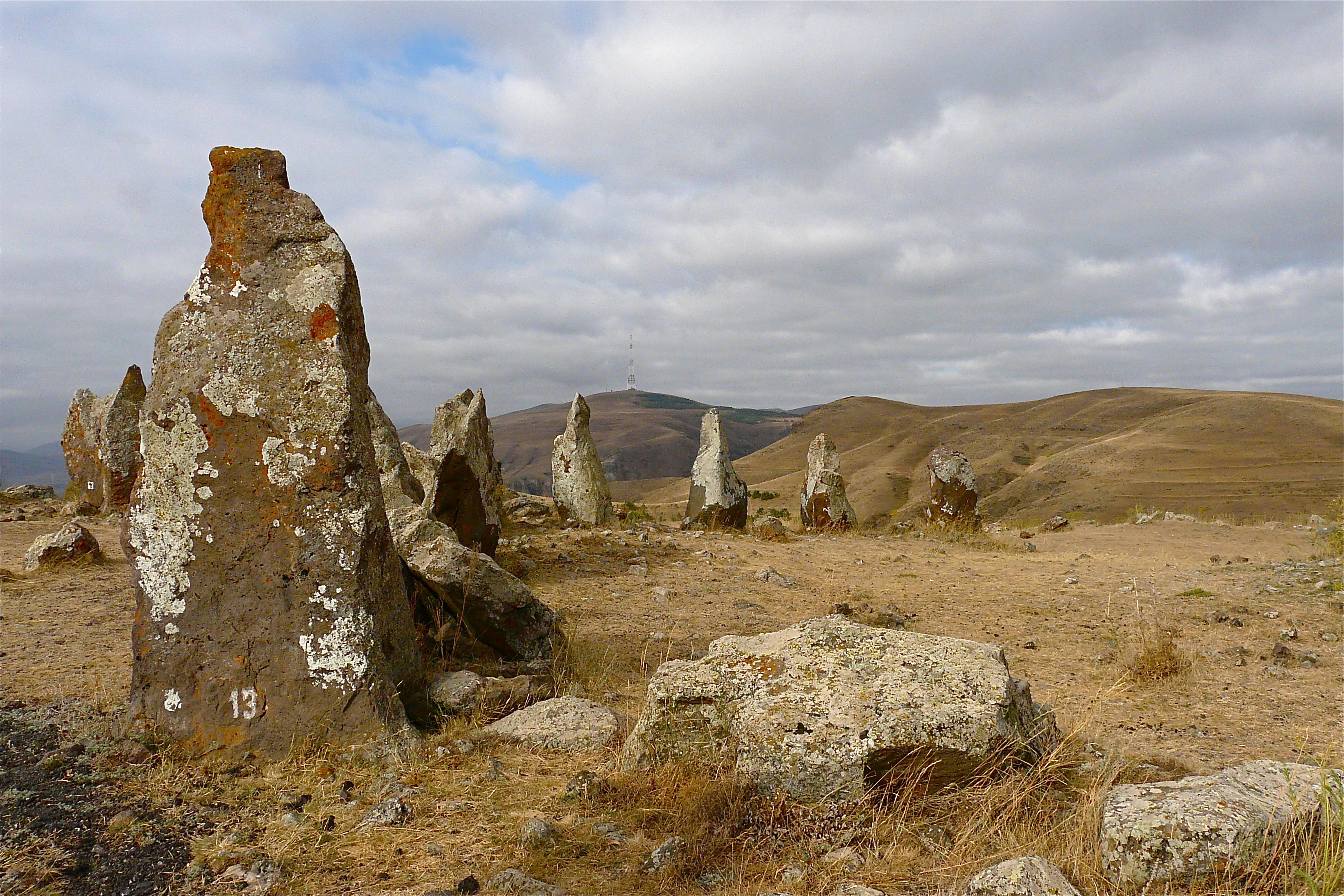
Зорац Карер, Вірменія
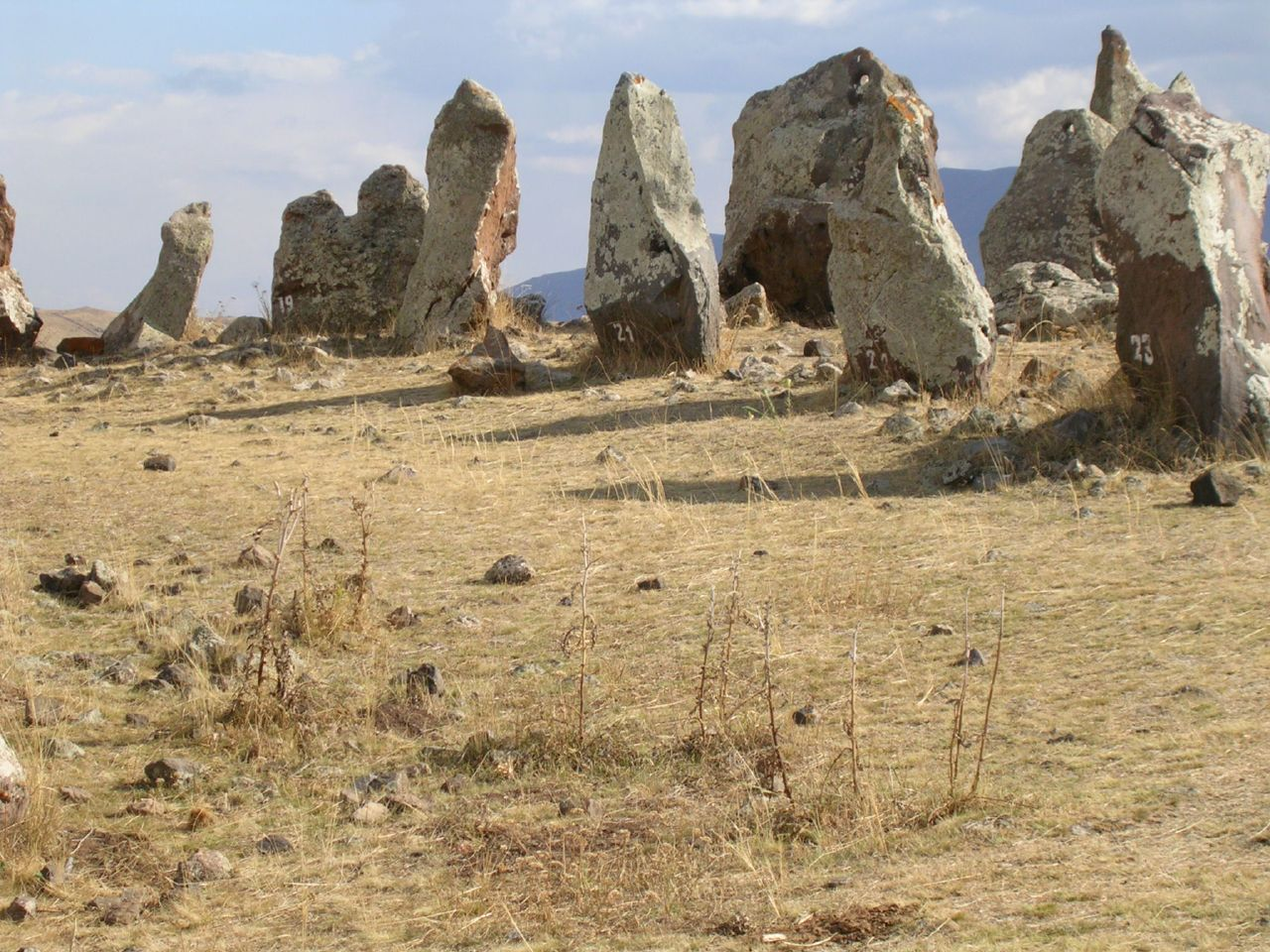
Зорац Карер, Вірменія
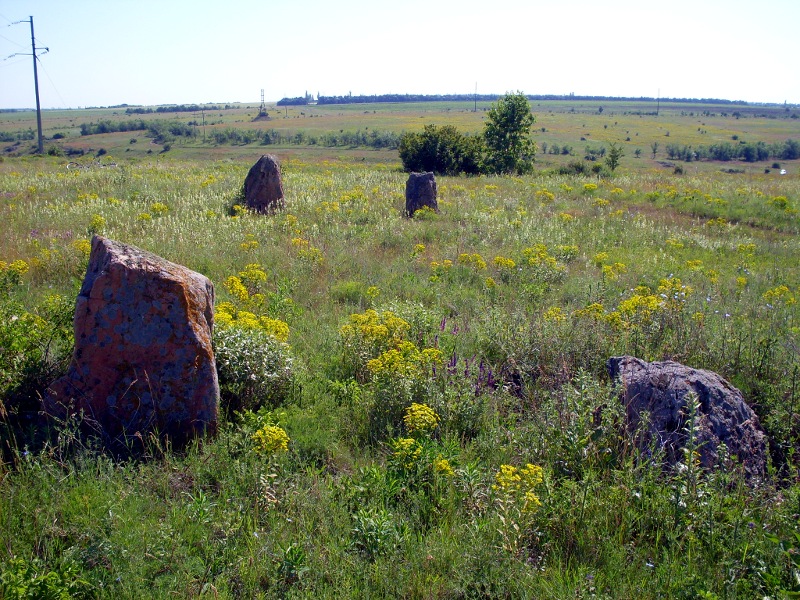
Україна

### Релігія
Сучасні дослідження і поглиблений аналіз знахідок кам'яної доби свідчать про існування обрядів і вірувань у людей в доісторичні часи. Діяльність людей кам'яної доби виходила за рамки задоволення насущних потреб, таких як прожиток, пошук житла і виготовлення одягу. У стародавні часи практикувалися обряди, що стосуються смерті та поховання людини, хоча вони сильно відрізнялися в різних культурах. У кам'яну добу, вочевидь, почала поширюватися культура танцю, яким супроводжувалися всі обряди.
Стародавні люди вже за часів середнього палеоліту, ховали своїх мертвих. Для прикрашання тіла покійного і його могили використовували фарби з яскравого пилку рослин, охру і багато інших засобів. У кам'яну добу почали формуватися ідеї про життя після смерті і релігійні почуття людей. Також проводили ритуали пов'язані з призиванням дощу, підготовкою до полювання, лікуванням хворих.

### Обмін іторгівля
Обмін продовольства, різних матеріалів та інструментів був поширений ще в найбільш ранніх культур кам'яної доби. Також проводилася торгівля з поселеннями, що знаходилися на великих відстанях одне від одного. Знахідки кам'яних знарядь, прикрас, матеріалів для виробництва зброї, а також інших виробів допомогли визначити місця проходження торгових маршрутів давнини. З появою ієрархічного суспільства, знать і вожді племен отримували частину прибутку від торгівлі власного племені. Проте, навіть наприкінці кам'яної доби торгівля велася примітивними способами, первісні люди не повідомляли своїм одноплемінникам про продавані чи обмінювані товари.

### Гірництво
У період пізньої кам'яної доби були освоєні різноманітні корисні копалини, закладені першооснови їх підземного видобутку, сформовані первісні професійні спільноти гірників. Це вможливило протистояння людини стихійним силам природи, створення цінностей матеріальної та духовної культури, підготувало підґрунтя для опанування принципово нових корисних копалин — металів.